# Тур WTA 2013
Тур WTA 2013 був серією елітних професійних тенісних турнірів, які пройшли під егідою Жіночої тенісної асоціації (WTA) упродовж 2013 року. Календар Туру WTA 2013 містив турніри Великого шолома (під егідою Міжнародної тенісної федерації (ITF), Турніри WTA Premier (Premier Mandatory, Premier 5 і звичайні Premier), Турніри WTA International, Кубок Федерації (організований ITF), чемпіонати кінця сезону (Чемпіонат Туру WTA і Турнір чемпіонок WTA). Також до календаря 2013 належав Кубок Гопмана, організатором якого є ITF і на якому не розігруються рейтингові очки.

## Графік
Нижче наведено повний розклад турнірів на 2013 рік, включаючи перелік тенісистів, які дійшли на турнірах щонайменше до чвертьфіналу.
Легенда
| Турніри Великого шолома      |
| Чемпіонати закінчення сезону |
| WTA Premier Mandatory        |
| WTA Premier 5                |
| WTA Premier                  |
| WTA International            |
| Командні змагання            |

### Січень
| Тиждень           | Турнір | Чемпіонки                                              | Фіналістки                            | Півфіналістки                                        | Чвертьфіналістки                                                       |
| ----------------- | --- | ------------------------------------------------------ | ------------------------------------- | ---------------------------------------------------- | ---------------------------------------------------------------------- |
| December 31       | Hyundai Hopman Cup Перт, Австралія Турнір змішаних команд ITF $1,000,000 – Хард (п) – 8 команд (ГР)                                                             | Іспанія 2–1                                            | Сербія                                | Круговий турнір (Group A) Австралія Італія Німеччина | Круговий турнір (Group B) США ПАР Франція                              |
| December 31       | Brisbane International Брисбен, Австралія WTA Premier $1,000,000 – Хард – 30S/32Q/16D Одиночний розряд – Парний розряд                                          | Серена Вільямс 6–2, 6–1                                | Анастасія Павлюченкова                | Вікторія Азаренко Леся Цуренко                       | Ксенія Первак Слоун Стівенс Анджелік Кербер Даніела Гантухова          |
| December 31       | Brisbane International Брисбен, Австралія WTA Premier $1,000,000 – Хард – 30S/32Q/16D Одиночний розряд – Парний розряд                                          | Бетані Маттек-Сендс Саня Мірза 4–6, 6–4, [10–7]        | Анна-Лена Гренефельд Квета Пешке      | Вікторія Азаренко Леся Цуренко                       | Ксенія Первак Слоун Стівенс Анджелік Кербер Даніела Гантухова          |
| December 31       | ASB Classic Окленд, Нова Зеландія WTA International $235,000 – Хард – 32S/30Q/16D Одиночний розряд – Парний розряд                                              | Агнешка Радванська 6–4, 6–4                            | Яніна Вікмаєр                         | Джеймі Гемптон Мона Бартель                          | Олена Весніна Кікі Бертенс Кірстен Фліпкенс Юганна Ларссон             |
| December 31       | ASB Classic Окленд, Нова Зеландія WTA International $235,000 – Хард – 32S/30Q/16D Одиночний розряд – Парний розряд                                              | Кара Блек Анастасія Родіонова 2–6, 6–2, [10–5]         | Юлія Гергес Ярослава Шведова          | Джеймі Гемптон Мона Бартель                          | Олена Весніна Кікі Бертенс Кірстен Фліпкенс Юганна Ларссон             |
| December 31       | Шеньчжень Gemdale Open Шеньчжень, Китай WTA International $500,000 – Хард – 32S/16Q/16D Одиночний розряд – Парний розряд                                        | Лі На 6–3, 1–6, 7–5                                    | Клара Закопалова                      | Пен Шуай Моніка Нікулеску                            | Бояна Йовановські Анніка Бек Чжоу Імяо Маріон Бартолі                  |
| December 31       | Шеньчжень Gemdale Open Шеньчжень, Китай WTA International $500,000 – Хард – 32S/16Q/16D Одиночний розряд – Парний розряд                                        | Чжань Хаоцін Чжань Юнжань 6–0, 7–5                     | Ірина Бурячок Валерія Соловйова       | Пен Шуай Моніка Нікулеску                            | Бояна Йовановські Анніка Бек Чжоу Імяо Маріон Бартолі                  |
| 7 січня           | Apia International Sydney Сідней, Австралія WTA Premier $690,000 – Хард – 30S/48Q/16D Одиночний розряд – Парний розряд                                          | Агнешка Радванська 6–0, 6–0                            | Домініка Цібулкова                    | Лі На Анджелік Кербер                                | Роберта Вінчі Медісон Кіз Сара Еррані Світлана Кузнецова               |
| 7 січня           | Apia International Sydney Сідней, Австралія WTA Premier $690,000 – Хард – 30S/48Q/16D Одиночний розряд – Парний розряд                                          | Надія Петрова Катарина Среботнік 6–3, 6–4              | Сара Еррані Роберта Вінчі             | Лі На Анджелік Кербер                                | Роберта Вінчі Медісон Кіз Сара Еррані Світлана Кузнецова               |
| 7 січня           | Moorilla Hobart International Гобарт, Австралія WTA International $235,000 – Хард – 32S/32Q/16D Одиночний розряд – Парний розряд                                | Олена Весніна 6–3, 6–4                                 | Мона Бартель                          | Кірстен Фліпкенс Слоун Стівенс                       | Моніка Нікулеску Цветана Піронкова Ярміла Ґайдошова Лорен Девіс        |
| 7 січня           | Moorilla Hobart International Гобарт, Австралія WTA International $235,000 – Хард – 32S/32Q/16D Одиночний розряд – Парний розряд                                | Гарбінє Мугуруса Марія Тереса Торро Флор 6–3, 7–6(7–5) | Тімеа Бабош Менді Мінелла             | Кірстен Фліпкенс Слоун Стівенс                       | Моніка Нікулеску Цветана Піронкова Ярміла Ґайдошова Лорен Девіс        |
| 14 січня 21 січня | Відкритий чемпіонат Австралії Мельбурн, Австралія Великий шолом $13,712,772 – Хард – 128S/96Q/64D/32X Одиночний розряд – Парний розряд – Змішаний парний розряд | Вікторія Азаренко 4–6, 6–4, 6–3                        | Лі На                                 | Слоун Стівенс Марія Шарапова                         | Світлана Кузнецова Серена Вільямс Агнешка Радванська Катерина Макарова |
| 14 січня 21 січня | Відкритий чемпіонат Австралії Мельбурн, Австралія Великий шолом $13,712,772 – Хард – 128S/96Q/64D/32X Одиночний розряд – Парний розряд – Змішаний парний розряд | Сара Еррані Роберта Вінчі 6–2, 3–6, 6–2                | Ешлі Барті Кейсі Деллаква             | Слоун Стівенс Марія Шарапова                         | Світлана Кузнецова Серена Вільямс Агнешка Радванська Катерина Макарова |
| 14 січня 21 січня | Відкритий чемпіонат Австралії Мельбурн, Австралія Великий шолом $13,712,772 – Хард – 128S/96Q/64D/32X Одиночний розряд – Парний розряд – Змішаний парний розряд | Ярміла Ґайдошова Меттью Ебден 6–3, 7–5                 | Луціє Градецька Франтішек Чермак      | Слоун Стівенс Марія Шарапова                         | Світлана Кузнецова Серена Вільямс Агнешка Радванська Катерина Макарова |
| 28 січня          | Open GDF Suez Париж, Франція WTA Premier $690,000 – Хард (п) – 30S/32Q/16D Одиночний розряд – Парний розряд                                                     | Мона Бартель 7–5, 7–6(7–4)                             | Сара Еррані                           | Кікі Бертенс Крістіна Младенович                     | Карла Суарес Наварро Луціє Шафарова Маріон Бартолі Петра Квітова       |
| 28 січня          | Open GDF Suez Париж, Франція WTA Premier $690,000 – Хард (п) – 30S/32Q/16D Одиночний розряд – Парний розряд                                                     | Сара Еррані Роберта Вінчі 6–1, 6–1                     | Андреа Главачкова Лізель Губер        | Кікі Бертенс Крістіна Младенович                     | Карла Суарес Наварро Луціє Шафарова Маріон Бартолі Петра Квітова       |
| 28 січня          | PTT Pattaya Open Паттайя, Таїланд WTA International $235,000 – Хард – 32S/16Q/16D Одиночний розряд – Парний розряд                                              | Марія Кириленко 5–7, 6–1, 7–6(7–1)                     | Сабіне Лісіцкі                        | Ніна Братчикова Сорана Кирстя                        | Моріта Аюмі Марина Еракович Анастасія Севастова Олена Весніна          |
| 28 січня          | PTT Pattaya Open Паттайя, Таїланд WTA International $235,000 – Хард – 32S/16Q/16D Одиночний розряд – Парний розряд                                              | Кіміко Дате Кейсі Деллаква 6–3, 6–2                    | Акгуль Аманмурадова Олександра Панова | Ніна Братчикова Сорана Кирстя                        | Моріта Аюмі Марина Еракович Анастасія Севастова Олена Весніна          |

### Лютий
| Тиждень   | Турнір | Чемпіонки                                                                     | Фіналістки                                                                     | Півфіналістки                       | Чвертьфіналістки                                                                  |
| --------- | --- | ----------------------------------------------------------------------------- | ------------------------------------------------------------------------------ | ----------------------------------- | --------------------------------------------------------------------------------- |
| 4 лютого  | Fed Cup by BNP Paribas чвертьфінал Острава, Чехія – Хард (п) Ріміні, Італія – ґрунт (п) Москва, Росія – Хард (п) Ниш, Сербія – Хард (п)    | Перемогли у чвертьфіналах Чехія 4–0 · Італія 3–2 · Росія 3–2 · Словаччина 3–2 | Програли у чвертьфіналах Австралія · Сполучені Штати Америки · Японія · Сербія |                                     |                                                                                   |
| 11 лютого | Qatar Total Open Доха, Катар WTA Premier 5 $2,369,000 – Хард – 56S/32Q/16D Одиночний розряд – Парний розряд                                | Вікторія Азаренко 7–6(8–6), 2–6, 6–3                                          | Серена Вільямс                                                                 | Агнешка Радванська Марія Шарапова   | Сара Еррані Каролін Возняцкі Саманта Стосур Петра Квітова                         |
| 11 лютого | Qatar Total Open Доха, Катар WTA Premier 5 $2,369,000 – Хард – 56S/32Q/16D Одиночний розряд – Парний розряд                                | Сара Еррані Роберта Вінчі 2–6, 6–3, [10–6]                                    | Надія Петрова Катарина Среботнік                                               | Агнешка Радванська Марія Шарапова   | Сара Еррані Каролін Возняцкі Саманта Стосур Петра Квітова                         |
| 18 лютого | Dubai Duty Free Tennis Championships Дубай,, ОАЕ WTA Premier $2,000,000 – Хард – 28S/32Q/16D Одиночний розряд – Парний розряд              | Петра Квітова 6–2, 1–6, 6–1                                                   | Сара Еррані                                                                    | Роберта Вінчі Каролін Возняцкі      | Надія Петрова Саманта Стосур Агнешка Радванська Маріон Бартолі                    |
| 18 лютого | Dubai Duty Free Tennis Championships Дубай,, ОАЕ WTA Premier $2,000,000 – Хард – 28S/32Q/16D Одиночний розряд – Парний розряд              | Бетані Маттек-Сендс Саня Мірза 6–4, 2–6, [10–7]                               | Надія Петрова Катарина Среботнік                                               | Роберта Вінчі Каролін Возняцкі      | Надія Петрова Саманта Стосур Агнешка Радванська Маріон Бартолі                    |
| 18 лютого | Copa Colsanitas Богота, Колумбія WTA International $235,000 – ґрунт – 32S/32Q/16D Одиночний розряд – Парний розряд                         | Єлена Янкович 6–1, 6–2                                                        | Паула Ормаечеа                                                                 | Карін Кнапп Тельяна Перейра         | Александра Каданцу Лара Арруабаррена Вечіно Марія Тереса Торро Флор Менді Мінелла |
| 18 лютого | Copa Colsanitas Богота, Колумбія WTA International $235,000 – ґрунт – 32S/32Q/16D Одиночний розряд – Парний розряд                         | Тімеа Бабош Менді Мінелла 6–4, 6–3                                            | Ева Бірнерова Олександра Панова                                                | Карін Кнапп Тельяна Перейра         | Александра Каданцу Лара Арруабаррена Вечіно Марія Тереса Торро Флор Менді Мінелла |
| 18 лютого | U.S. National Indoor Tennis Championships Мемфіс, США WTA International $235,000 – Хард (п) – 32S/16Q/16D Одиночний розряд – Парний розряд | Марина Еракович 6–1, знялася                                                  | Сабіне Лісіцкі                                                                 | Магдалена Рибарикова Штефані Феґеле | Кірстен Фліпкенс Крістіна Младенович Гезер Вотсон Джеймі Гемптон                  |
| 18 лютого | U.S. National Indoor Tennis Championships Мемфіс, США WTA International $235,000 – Хард (п) – 32S/16Q/16D Одиночний розряд – Парний розряд | Крістіна Младенович Галина Воскобоєва 7–6(7–5), 6–3                           | Софія Арвідссон Юганна Ларссон                                                 | Магдалена Рибарикова Штефані Феґеле | Кірстен Фліпкенс Крістіна Младенович Гезер Вотсон Джеймі Гемптон                  |
| 25 лютого | Abierto Mexicano TELCEL Акапулько, Мексика WTA International $235,000 – ґрунт – 32S/32Q/16D Одиночний розряд – Парний розряд               | Сара Еррані 6–0, 6–4                                                          | Карла Суарес Наварро                                                           | Алізе Корне Сільвія Солер Еспіноза  | Кікі Бертенс Лурдес Домінгес Ліно Карін Кнапп Франческа Ск'явоне                  |
| 25 лютого | Abierto Mexicano TELCEL Акапулько, Мексика WTA International $235,000 – ґрунт – 32S/32Q/16D Одиночний розряд – Парний розряд               | Лурдес Домінгес Ліно Аранча Парра Сантонха 6–4, 7–6(7–1)                      | Каталіна Кастаньйо Маріана Дуке-Маріньо                                        | Алізе Корне Сільвія Солер Еспіноза  | Кікі Бертенс Лурдес Домінгес Ліно Карін Кнапп Франческа Ск'явоне                  |
| 25 лютого | BMW Malaysian Open Куала-Лумпур, Малайзія WTA International $235,000 – Хард – 32S/32Q/16D Одиночний розряд – Парний розряд                 | Кароліна Плішкова 1–6, 7–5, 6–3                                               | Бетані Маттек-Сендс                                                            | Моріта Аюмі Анастасія Павлюченкова  | Патріція Майр-Ахлайтнер Луксіка Кумхун Ешлі Барті Сє Шувей                        |
| 25 лютого | BMW Malaysian Open Куала-Лумпур, Малайзія WTA International $235,000 – Хард – 32S/32Q/16D Одиночний розряд – Парний розряд                 | Аояма Сюко Чжан Кайчжень 6–7(4–7), 7–6(7–4), [14–12]                          | Жанетта Гусарова Чжан Шуай                                                     | Моріта Аюмі Анастасія Павлюченкова  | Патріція Майр-Ахлайтнер Луксіка Кумхун Ешлі Барті Сє Шувей                        |
| 25 лютого | Brasil Tennis Cup Флоріанополіс, Бразилія WTA International $235,000 – Хард – 32S/32Q/16D Одиночний розряд – Парний розряд                 | Моніка Нікулеску 6–2, 4–6, 6–4                                                | Ольга Пучкова                                                                  | Вінус Вільямс Крістіна Младенович   | Магдалена Рибарикова Яна Чепелова Тімеа Бабош Мелінда Цінк                        |
| 25 лютого | Brasil Tennis Cup Флоріанополіс, Бразилія WTA International $235,000 – Хард – 32S/32Q/16D Одиночний розряд – Парний розряд                 | Анабель Медіна Гаррігес Ярослава Шведова 6–0, 6–4                             | Енн Кеотавонг Валерія Савіних                                                  | Вінус Вільямс Крістіна Младенович   | Магдалена Рибарикова Яна Чепелова Тімеа Бабош Мелінда Цінк                        |

### Березень
| Тиждень               | Турнір | Чемпіонки                                        | Фіналістки                       | Півфіналістки                    | Чвертьфіналістки                                           |
| --------------------- | --- | ------------------------------------------------ | -------------------------------- | -------------------------------- | ---------------------------------------------------------- |
| 4 березня 11 березня  | BNP Paribas Open Індіан-Веллс, США WTA Premier Mandatory $5,185,625 – Хард – 96S/48Q/32D Одиночний розряд – Парний розряд | Марія Шарапова 6–2, 6–2                          | Каролін Возняцкі                 | Анджелік Кербер Марія Кириленко  | Вікторія Азаренко Саманта Стосур Петра Квітова Сара Еррані |
| 4 березня 11 березня  | BNP Paribas Open Індіан-Веллс, США WTA Premier Mandatory $5,185,625 – Хард – 96S/48Q/32D Одиночний розряд – Парний розряд | Катерина Макарова Олена Весніна 6–0, 5–7, [10–6] | Надія Петрова Катарина Среботнік | Анджелік Кербер Марія Кириленко  | Вікторія Азаренко Саманта Стосур Петра Квітова Сара Еррані |
| 18 березня 25 березня | Sony Open Tennis Маямі, США WTA Premier Mandatory $5,185,625 – Хард – 96S/48Q/32D Одиночний розряд – Парний розряд        | Серена Вільямс 4–6, 6–3, 6–0                     | Марія Шарапова                   | Агнешка Радванська Єлена Янкович | Лі На Кірстен Фліпкенс Сара Еррані Роберта Вінчі           |
| 18 березня 25 березня | Sony Open Tennis Маямі, США WTA Premier Mandatory $5,185,625 – Хард – 96S/48Q/32D Одиночний розряд – Парний розряд        | Надія Петрова Катарина Среботнік 6–1, 7–6(7–2)   | Ліза Реймонд Лора Робсон         | Агнешка Радванська Єлена Янкович | Лі На Кірстен Фліпкенс Сара Еррані Роберта Вінчі           |

### Квітень
| Тиждень   | Турнір | Чемпіонки                                        | Фіналістки                               | Півфіналістки                       | Чвертьфіналістки                                                    |
| --------- | --- | ------------------------------------------------ | ---------------------------------------- | ----------------------------------- | ------------------------------------------------------------------- |
| 1 квітня  | Family Circle Cup Чарлстон, США WTA Premier $795,707 – ґрунт (зелений) – 56S/48Q/16D Одиночний розряд – Парний розряд                           | Серена Вільямс 3–6, 6–0, 6–2                     | Єлена Янкович                            | Вінус Вільямс Штефані Феґеле        | Луціє Шафарова Медісон Кіз Ежені Бушар Каролін Возняцкі             |
| 1 квітня  | Family Circle Cup Чарлстон, США WTA Premier $795,707 – ґрунт (зелений) – 56S/48Q/16D Одиночний розряд – Парний розряд                           | Крістіна Младенович Луціє Шафарова 6–3, 7–6(8–6) | Андреа Главачкова Лізель Губер           | Вінус Вільямс Штефані Феґеле        | Луціє Шафарова Медісон Кіз Ежені Бушар Каролін Возняцкі             |
| 1 квітня  | Monterrey Open Монтеррей, Мексика WTA International $235,000 – Хард – 32S/32Q/16D Одиночний розряд – Парний розряд                              | Анастасія Павлюченкова 4–6, 6–2, 6–4             | Анджелік Кербер                          | Марія Кириленко Моніка Нікулеску    | Моріта Аюмі Уршуля Радванська Тімеа Бабош Лорен Девіс               |
| 1 квітня  | Monterrey Open Монтеррей, Мексика WTA International $235,000 – Хард – 32S/32Q/16D Одиночний розряд – Парний розряд                              | Тімеа Бабош Кіміко Дате 6–1, 6–4                 | Ева Бірнерова Тамарін Танасугарн         | Марія Кириленко Моніка Нікулеску    | Моріта Аюмі Уршуля Радванська Тімеа Бабош Лорен Девіс               |
| 8 квітня  | BNP Paribas Katowice Open Катовиці, Польща WTA International $235,000 – ґрунт (п) – 32S/32Q/16D Одиночний розряд – Парний розряд                | Роберта Вінчі 7–6(7–2), 6–1                      | Петра Квітова                            | Александра Каданцу Анніка Бек       | Петра Мартич Шахар Пеєр Марія Елена Камерін Кароліна Плішкова       |
| 8 квітня  | BNP Paribas Katowice Open Катовиці, Польща WTA International $235,000 – ґрунт (п) – 32S/32Q/16D Одиночний розряд – Парний розряд                | Лара Арруабаррена Лурдес Домінгес Ліно 6–4, 7–5  | Ралука Олару Валерія Соловйова           | Александра Каданцу Анніка Бек       | Петра Мартич Шахар Пеєр Марія Елена Камерін Кароліна Плішкова       |
| 15 квітня | Fed Cup by BNP Paribas півфінал Палермо, Італія – ґрунт Москва, Росія – Хард (п)                                                                | Перемогли в півфіналах Італія 3–1 · Росія 3–2    | Програли в півфіналах Чехія · Словаччина |                                     |                                                                     |
| 22 квітня | Porsche Tennis Grand Prix Штутгарт, Німеччина WTA Premier $795,707 – ґрунт (п) – 28S/32Q/16D Одиночний розряд – Парний розряд                   | Марія Шарапова 6–4, 6–3                          | Лі На                                    | Анджелік Кербер Бетані Маттек-Сендс | Ана Іванович Ярослава Шведова Сабіне Лісіцкі Петра Квітова          |
| 22 квітня | Porsche Tennis Grand Prix Штутгарт, Німеччина WTA Premier $795,707 – ґрунт (п) – 28S/32Q/16D Одиночний розряд – Парний розряд                   | Мона Бартель Сабіне Лісіцкі 6–4, 7–5             | Бетані Маттек-Сендс Саня Мірза           | Анджелік Кербер Бетані Маттек-Сендс | Ана Іванович Ярослава Шведова Сабіне Лісіцкі Петра Квітова          |
| 22 квітня | Grand Prix de SAR La Princesse Lalla Meryem Марракеш, Марокко WTA International $235,000 – ґрунт – 32S/32Q/16D Одиночний розряд – Парний розряд | Франческа Ск'явоне 6–1, 6–3                      | Лурдес Домінгес Ліно                     | Менді Мінелла Шанелль Схеперс       | Кікі Бертенс Сільвія Солер Еспіноза Алізе Корне Крістіна Младенович |
| 22 квітня | Grand Prix de SAR La Princesse Lalla Meryem Марракеш, Марокко WTA International $235,000 – ґрунт – 32S/32Q/16D Одиночний розряд – Парний розряд | Тімеа Бабош Менді Мінелла 6–3, 6–1               | Петра Мартич Крістіна Младенович         | Менді Мінелла Шанелль Схеперс       | Кікі Бертенс Сільвія Солер Еспіноза Алізе Корне Крістіна Младенович |
| 29 квітня | Відкритий чемпіонат Португалії Оейраш, Португалія WTA International $235,000 – ґрунт – 32S/32Q/16D Одиночний розряд – Парний розряд             | Анастасія Павлюченкова 7–5, 6–2                  | Карла Суарес Наварро                     | Роміна Опранді Кая Канепі           | Світлана Кузнецова Олена Весніна Моніка Пуїг Моріта Аюмі            |
| 29 квітня | Відкритий чемпіонат Португалії Оейраш, Португалія WTA International $235,000 – ґрунт – 32S/32Q/16D Одиночний розряд – Парний розряд             | Чжань Хаоцін Крістіна Младенович 7–6(7–3), 6–2   | Дарія Юрак Каталін Мароші                | Роміна Опранді Кая Канепі           | Світлана Кузнецова Олена Весніна Моніка Пуїг Моріта Аюмі            |

### Травень
| Тиждень            | Турнір | Чемпіонки                                         | Фіналістки                        | Півфіналістки                 | Чвертьфіналістки                                                     |
| ------------------ | --- | ------------------------------------------------- | --------------------------------- | ----------------------------- | -------------------------------------------------------------------- |
| 6 травня           | Mutua Madrid Open Мадрид, Іспанія WTA Premier Mandatory €4,033,254 – ґрунт – 64S/32Q/28D Одиночний розряд – Парний розряд                                 | Серена Вільямс 6–1, 6–4                           | Марія Шарапова                    | Сара Еррані Ана Іванович      | Анабель Медіна Гаррігес Катерина Макарова Анджелік Кербер Кая Канепі |
| 6 травня           | Mutua Madrid Open Мадрид, Іспанія WTA Premier Mandatory €4,033,254 – ґрунт – 64S/32Q/28D Одиночний розряд – Парний розряд                                 | Анастасія Павлюченкова Луціє Шафарова 6–2, 6–4    | Кара Блек Марина Еракович         | Сара Еррані Ана Іванович      | Анабель Медіна Гаррігес Катерина Макарова Анджелік Кербер Кая Канепі |
| 13 травня          | Internazionali BNL d'Italia Рим, Італія WTA Premier 5 $2,369,000 – ґрунт – 56S/32Q/28D Одиночний розряд – Парний розряд                                   | Серена Вільямс 6–1, 6–3                           | Вікторія Азаренко                 | Симона Халеп Сара Еррані      | Карла Суарес Наварро Єлена Янкович Саманта Стосур Марія Шарапова     |
| 13 травня          | Internazionali BNL d'Italia Рим, Італія WTA Premier 5 $2,369,000 – ґрунт – 56S/32Q/28D Одиночний розряд – Парний розряд                                   | Сє Шувей Пен Шуай 4–6, 6–3, [10–8]                | Сара Еррані Роберта Вінчі         | Симона Халеп Сара Еррані      | Карла Суарес Наварро Єлена Янкович Саманта Стосур Марія Шарапова     |
| 20 травня          | Brussels Open Брюссель, Бельгія WTA Premier $690,000 – ґрунт – 30S/32Q/16D Одиночний розряд – Парний розряд                                               | Кая Канепі 6–2, 7–5                               | Пен Шуай                          | Роміна Опранді Джеймі Гемптон | Чжен Цзє Слоун Стівенс Варвара Лепченко Роберта Вінчі                |
| 20 травня          | Brussels Open Брюссель, Бельгія WTA Premier $690,000 – ґрунт – 30S/32Q/16D Одиночний розряд – Парний розряд                                               | Анна-Лена Гренефельд Квета Пешке 6–0, 6–3         | Габріела Дабровскі Шахар Пеєр     | Роміна Опранді Джеймі Гемптон | Чжен Цзє Слоун Стівенс Варвара Лепченко Роберта Вінчі                |
| 20 травня          | Internationaux de Strasbourg Страсбург, Франція WTA International $235,000 – ґрунт – 32S/32Q/16D Одиночний розряд – Парний розряд                         | Алізе Корне 7–6(7–4), 6–0                         | Луціє Градецька                   | Ежені Бушар Флавія Пеннетта   | Анна Татішвілі Шанелль Схеперс Місакі Дой Юганна Ларссон             |
| 20 травня          | Internationaux de Strasbourg Страсбург, Франція WTA International $235,000 – ґрунт – 32S/32Q/16D Одиночний розряд – Парний розряд                         | Кіміко Дате Шанелль Схеперс 6–4, 3–6, [14–12]     | Кара Блек Марина Еракович         | Ежені Бушар Флавія Пеннетта   | Анна Татішвілі Шанелль Схеперс Місакі Дой Юганна Ларссон             |
| 27 травня 3 червня | Відкритий чемпіонат Франції Париж, Франція Великий шолом $12,957,474 – ґрунт – 128S/96Q/64D/32X Одиночний розряд – Парний розряд – Змішаний парний розряд | Серена Вільямс 6–4, 6–4                           | Марія Шарапова                    | Сара Еррані Вікторія Азаренко | Світлана Кузнецова Агнешка Радванська Марія Кириленко Єлена Янкович  |
| 27 травня 3 червня | Відкритий чемпіонат Франції Париж, Франція Великий шолом $12,957,474 – ґрунт – 128S/96Q/64D/32X Одиночний розряд – Парний розряд – Змішаний парний розряд | Катерина Макарова Олена Весніна 7–5, 6–2          | Сара Еррані Роберта Вінчі         | Сара Еррані Вікторія Азаренко | Світлана Кузнецова Агнешка Радванська Марія Кириленко Єлена Янкович  |
| 27 травня 3 червня | Відкритий чемпіонат Франції Париж, Франція Великий шолом $12,957,474 – ґрунт – 128S/96Q/64D/32X Одиночний розряд – Парний розряд – Змішаний парний розряд | Луціє Градецька Франтішек Чермак 1–6, 6–4, [10–5] | Крістіна Младенович Деніел Нестор | Сара Еррані Вікторія Азаренко | Світлана Кузнецова Агнешка Радванська Марія Кириленко Єлена Янкович  |

### Червень
| Тиждень           | Турнір | Чемпіонки                                                        | Фіналістки                               | Півфіналістки                         | Чвертьфіналістки                                                    |
| ----------------- | --- | ---------------------------------------------------------------- | ---------------------------------------- | ------------------------------------- | ------------------------------------------------------------------- |
| 10 червня         | AEGON Classic Бірмінгем, Велика Британія WTA International $235,000 – Трава – 56S/32Q/16D Одиночний розряд – Парний розряд                          | Даніела Гантухова 7–6(7–5), 6–4                                  | Донна Векич                              | Магдалена Рибарикова Алісон Ріск      | Медісон Кіз Сорана Кирстя Сабіне Лісіцкі Франческа Ск'явоне         |
| 10 червня         | AEGON Classic Бірмінгем, Велика Британія WTA International $235,000 – Трава – 56S/32Q/16D Одиночний розряд – Парний розряд                          | Ешлі Барті Кейсі Деллаква 7–5, 6–4                               | Кара Блек Марина Еракович                | Магдалена Рибарикова Алісон Ріск      | Медісон Кіз Сорана Кирстя Сабіне Лісіцкі Франческа Ск'явоне         |
| 10 червня         | Nürnberger Versicherungscup Нюрнберг, Німеччина WTA International $235,000 – ґрунт – 32S/16Q/16D Одиночний розряд – Парний розряд                   | Симона Халеп 6–3, 6–3                                            | Андреа Петкович                          | Єлена Янкович Луціє Шафарова          | Лурдес Домінгес Ліно Анніка Бек Галина Воскобоєва Полона Герцог     |
| 10 червня         | Nürnberger Versicherungscup Нюрнберг, Німеччина WTA International $235,000 – ґрунт – 32S/16Q/16D Одиночний розряд – Парний розряд                   | Ралука Олару Валерія Соловйова 2–6, 7–6(7–3), [11–9]             | Анна-Лена Гренефельд Квета Пешке         | Єлена Янкович Луціє Шафарова          | Лурдес Домінгес Ліно Анніка Бек Галина Воскобоєва Полона Герцог     |
| 17 червня         | AEGON International Істборн, Велика Британія WTA Premier $690,000 – Трава – 32S/32Q/16D Одиночний розряд – Парний розряд                            | Олена Весніна 6–2, 6–1                                           | Джеймі Гемптон                           | Каролін Возняцкі Яніна Вікмаєр        | Луціє Шафарова Катерина Макарова Марія Кириленко Лі На              |
| 17 червня         | AEGON International Істборн, Велика Британія WTA Premier $690,000 – Трава – 32S/32Q/16D Одиночний розряд – Парний розряд                            | Надія Петрова Катарина Среботнік 6–3, 6–3                        | Моніка Нікулеску Клара Закопалова        | Каролін Возняцкі Яніна Вікмаєр        | Луціє Шафарова Катерина Макарова Марія Кириленко Лі На              |
| 17 червня         | Topshelf Open 'с-Гертогенбос, Нідерланди WTA International $235,000 – Трава – 32S/16Q/16D Одиночний розряд – Парний розряд                          | Симона Халеп 6–4, 6–2                                            | Кірстен Фліпкенс                         | Карла Суарес Наварро Гарбінє Мугуруса | Леся Цуренко Цветана Піронкова Уршуля Радванська Домініка Цібулкова |
| 17 червня         | Topshelf Open 'с-Гертогенбос, Нідерланди WTA International $235,000 – Трава – 32S/16Q/16D Одиночний розряд – Парний розряд                          | Ірина-Камелія Бегу Анабель Медіна Гаррігес 4–6, 7–6(7–3), [11–9] | Домініка Цібулкова Аранча Парра Сантонха | Карла Суарес Наварро Гарбінє Мугуруса | Леся Цуренко Цветана Піронкова Уршуля Радванська Домініка Цібулкова |
| 24 червня 1 липня | Вімблдон Лондон, Велика Британія Великий шолом $16,775,934 – Трава – 128S/96Q/64D/16Q/48X Одиночний розряд – Парний розряд – Змішаний парний розряд | Маріон Бартолі 6–1, 6–4                                          | Сабіне Лісіцкі                           | Агнешка Радванська Кірстен Фліпкенс   | Кая Канепі Лі На Слоун Стівенс Петра Квітова                        |
| 24 червня 1 липня | Вімблдон Лондон, Велика Британія Великий шолом $16,775,934 – Трава – 128S/96Q/64D/16Q/48X Одиночний розряд – Парний розряд – Змішаний парний розряд | Сє Шувей Пен Шуай 7–6(7–1), 6–1                                  | Ешлі Барті Кейсі Деллаква                | Агнешка Радванська Кірстен Фліпкенс   | Кая Канепі Лі На Слоун Стівенс Петра Квітова                        |
| 24 червня 1 липня | Вімблдон Лондон, Велика Британія Великий шолом $16,775,934 – Трава – 128S/96Q/64D/16Q/48X Одиночний розряд – Парний розряд – Змішаний парний розряд | Деніел Нестор Крістіна Младенович 5–7, 6–2, 8–6                  | Бруно Соарес Ліза Реймонд                | Агнешка Радванська Кірстен Фліпкенс   | Кая Канепі Лі На Слоун Стівенс Петра Квітова                        |

### Липень
| Тиждень  | Турнір | Чемпіонки                                              | Фіналістки                          | Півфіналістки                            | Чвертьфіналістки                                                            |
| -------- | --- | ------------------------------------------------------ | ----------------------------------- | ---------------------------------------- | --------------------------------------------------------------------------- |
| 8 липня  | Budapest Grand Prix Будапешт, Hungary WTA International $235,000 – ґрунт – 32S/0Q/8D[a] Одиночний розряд – Парний розряд             | Симона Халеп 6–3, 6–7(7–9), 6–1                        | Івонн Мойсбургер                    | Шанелль Схеперс Александра Каданцу       | Данка Ковінич Анніка Бек Тімеа Бабош Шахар Пеєр                             |
| 8 липня  | Budapest Grand Prix Будапешт, Hungary WTA International $235,000 – ґрунт – 32S/0Q/8D[a] Одиночний розряд – Парний розряд             | Андреа Главачкова Луціє Градецька 6–4, 6–1             | Ніна Братчикова Анна Татішвілі      | Шанелль Схеперс Александра Каданцу       | Данка Ковінич Анніка Бек Тімеа Бабош Шахар Пеєр                             |
| 8 липня  | XXVI Internazionali WTA di Sicilia Палермо, Італія WTA International $235,000 – ґрунт – 32S/32Q/16D Одиночний розряд – Парний розряд | Роберта Вінчі 6–3, 3–6, 6–3                            | Сара Еррані                         | Клара Закопалова Естрелья Кабеса Кандела | Сільвія Солер Еспіноза Діна Пфіценмаєр Рената Ворачова Лурдес Домінгес Ліно |
| 8 липня  | XXVI Internazionali WTA di Sicilia Палермо, Італія WTA International $235,000 – ґрунт – 32S/32Q/16D Одиночний розряд – Парний розряд | Крістіна Младенович Катажина Пітер 6–1, 5–7, [10–8]    | Кароліна Плішкова Крістина Плішкова | Клара Закопалова Естрелья Кабеса Кандела | Сільвія Солер Еспіноза Діна Пфіценмаєр Рената Ворачова Лурдес Домінгес Ліно |
| 15 липня | NÜRNBERGER Gastein Ladies Бад-Гастайн, Австрія WTA International $235,000 – ґрунт – 32S/32Q/16D Одиночний розряд – Парний розряд     | Івонн Мойсбургер 7–5, 6–2                              | Андреа Главачкова                   | Еліна Світоліна Карін Кнапп              | Lisa-Maria Moser Патріція Майр-Ахлайтнер Аранча Рус Анніка Бек              |
| 15 липня | NÜRNBERGER Gastein Ladies Бад-Гастайн, Австрія WTA International $235,000 – ґрунт – 32S/32Q/16D Одиночний розряд – Парний розряд     | Сандра Клеменшиц Андрея Клепач 6–1, 6–4                | Крістіна Барруа Елені Даніліду      | Еліна Світоліна Карін Кнапп              | Lisa-Maria Moser Патріція Майр-Ахлайтнер Аранча Рус Анніка Бек              |
| 15 липня | Collector Swedish Open Бостад, Швеція WTA International $235,000 – ґрунт – 32S/32Q/16D Одиночний розряд – Парний розряд              | Серена Вільямс 6–4, 6–1                                | Юганна Ларссон                      | Клара Закопалова Флавія Пеннетта         | Лурдес Домінгес Ліно Рішель Гогеркамп Матільд Жоанссон Віржіні Раззано      |
| 15 липня | Collector Swedish Open Бостад, Швеція WTA International $235,000 – ґрунт – 32S/32Q/16D Одиночний розряд – Парний розряд              | Анабель Медіна Гаррігес Клара Закопалова 6–1, 6–4      | Александра Дулгеру Флавія Пеннетта  | Клара Закопалова Флавія Пеннетта         | Лурдес Домінгес Ліно Рішель Гогеркамп Матільд Жоанссон Віржіні Раззано      |
| 22 липня | Bank of the West Classic Стенфорд , США WTA Premier $795,707 – Хард – 28S/32Q/16D Одиночний розряд – Парний розряд                   | Домініка Цібулкова 3–6, 6–4, 6–4                       | Агнешка Радванська                  | Джеймі Гемптон Сорана Кирстя             | Варвара Лепченко Віра Душевіна Уршуля Радванська Ольга Говорцова            |
| 22 липня | Bank of the West Classic Стенфорд , США WTA Premier $795,707 – Хард – 28S/32Q/16D Одиночний розряд – Парний розряд                   | Ракель Копс-Джонс Абігейл Спірс 6–2, 7–6(7-4)          | Юлія Гергес Дарія Юрак              | Джеймі Гемптон Сорана Кирстя             | Варвара Лепченко Віра Душевіна Уршуля Радванська Ольга Говорцова            |
| 22 липня | Baku Cup Баку, Азербайджан WTA International $235,000 – Хард – 32S/32Q/16D Одиночний розряд – Парний розряд                          | Еліна Світоліна 6–4, 6–4                               | Шахар Пеєр                          | Магда Лінетт Александра Каданцу          | Унс Джабір Тадея Маєрич Галина Воскобоєва Донна Векич                       |
| 22 липня | Baku Cup Баку, Азербайджан WTA International $235,000 – Хард – 32S/32Q/16D Одиночний розряд – Парний розряд                          | Ірина Бурячок Оксана Калашникова 4–6, 7–6(7–3), [10–4] | Елені Даніліду Александра Крунич    | Магда Лінетт Александра Каданцу          | Унс Джабір Тадея Маєрич Галина Воскобоєва Донна Векич                       |
| 29 липня | Southern California Open Карлсбад, США WTA Premier $795,707 – Хард – 28S/32Q/16D Одиночний розряд – Парний розряд                    | Саманта Стосур 6–2, 6–3                                | Вікторія Азаренко                   | Ана Іванович Віржіні Раззано             | Уршуля Радванська Роберта Вінчі Петра Квітова Агнешка Радванська            |
| 29 липня | Southern California Open Карлсбад, США WTA Premier $795,707 – Хард – 28S/32Q/16D Одиночний розряд – Парний розряд                    | Ракель Копс-Джонс Абігейл Спірс 6–4, 6–1               | Чжань Хаоцін Жанетта Гусарова       | Ана Іванович Віржіні Раззано             | Уршуля Радванська Роберта Вінчі Петра Квітова Агнешка Радванська            |
| 29 липня | Citi Open Вашингтон, США WTA International $235,000 – Хард – 32S/16Q/16D Одиночний розряд – Парний розряд                            | Магдалена Рибарикова 6–4, 7–6(7–2)                     | Андреа Петкович                     | Катерина Макарова Алізе Корне            | Анджелік Кербер Моніка Нікулеску Сорана Кирстя Паула Ормаечеа               |
| 29 липня | Citi Open Вашингтон, США WTA International $235,000 – Хард – 32S/16Q/16D Одиночний розряд – Парний розряд                            | Аояма Сюко Віра Душевіна 6–3, 6–3                      | Ежені Бушар Тейлор Таунсенд         | Катерина Макарова Алізе Корне            | Анджелік Кербер Моніка Нікулеску Сорана Кирстя Паула Ормаечеа               |

### Серпень
| Тиждень             | Турнір | Чемпіонки                                            | Фіналістки                                 | Півфіналістки                     | Чвертьфіналістки                                                       |
| ------------------- | --- | ---------------------------------------------------- | ------------------------------------------ | --------------------------------- | ---------------------------------------------------------------------- |
| 5 серпня            | Rogers Cup Торонто, Канада WTA Premier 5 $2,369,000 – Хард – 56S/64Q/28D Одиночний розряд – Парний розряд                                            | Серена Вільямс 6–2, 6–0                              | Сорана Кирстя                              | Агнешка Радванська Лі На          | Магдалена Рибарикова Сара Еррані Домініка Цібулкова Петра Квітова      |
| 5 серпня            | Rogers Cup Торонто, Канада WTA Premier 5 $2,369,000 – Хард – 56S/64Q/28D Одиночний розряд – Парний розряд                                            | Єлена Янкович Катарина Среботнік 5–7, 6–2, [10–6]    | Анна-Лена Гренефельд Квета Пешке           | Агнешка Радванська Лі На          | Магдалена Рибарикова Сара Еррані Домініка Цібулкова Петра Квітова      |
| 12 серпня           | Western & Southern Open Мейсон, США WTA Premier 5 $2,369,000 – Хард – 56S/48Q/28D Одиночний розряд – Парний розряд                                   | Вікторія Азаренко 2–6, 6–2, 7–6(8–6)                 | Серена Вільямс                             | Лі На Єлена Янкович               | Симона Халеп Агнешка Радванська Роберта Вінчі Каролін Возняцкі         |
| 12 серпня           | Western & Southern Open Мейсон, США WTA Premier 5 $2,369,000 – Хард – 56S/48Q/28D Одиночний розряд – Парний розряд                                   | Сє Шувей Пен Шуай 2–6, 6–3, [12–10]                  | Анна-Лена Гренефельд Квета Пешке           | Лі На Єлена Янкович               | Симона Халеп Агнешка Радванська Роберта Вінчі Каролін Возняцкі         |
| 19 серпня           | New Haven Open at Yale Нью-Гейвен, США WTA Premier $750,000 – Хард – 30S/48Q/16D Одиночний розряд – Парний розряд                                    | Симона Халеп 6–2, 6–2                                | Петра Квітова                              | Каролін Возняцкі Клара Закопалова | Катерина Макарова Слоун Стівенс Анастасія Павлюченкова Олена Весніна   |
| 19 серпня           | New Haven Open at Yale Нью-Гейвен, США WTA Premier $750,000 – Хард – 30S/48Q/16D Одиночний розряд – Парний розряд                                    | Саня Мірза Чжен Цзє 6–3, 6–4                         | Анабель Медіна Гаррігес Катарина Среботнік | Каролін Возняцкі Клара Закопалова | Катерина Макарова Слоун Стівенс Анастасія Павлюченкова Олена Весніна   |
| 26 серпня 9 вересня | Відкритий чемпіонат США Нью-Йорк, США Великий шолом $16,102,000 – Хард – 128S/128Q/64D/32X Одиночний розряд – Парний розряд – Змішаний парний розряд | Серена Вільямс 7–5, 6–7(6–8), 6–1                    | Вікторія Азаренко                          | Лі На Флавія Пеннетта             | Карла Суарес Наварро Катерина Макарова Роберта Вінчі Даніела Гантухова |
| 26 серпня 9 вересня | Відкритий чемпіонат США Нью-Йорк, США Великий шолом $16,102,000 – Хард – 128S/128Q/64D/32X Одиночний розряд – Парний розряд – Змішаний парний розряд | Андреа Главачкова Луціє Градецька 6–7(4–7), 6–1, 6–4 | Ешлі Барті Кейсі Деллаква                  | Лі На Флавія Пеннетта             | Карла Суарес Наварро Катерина Макарова Роберта Вінчі Даніела Гантухова |
| 26 серпня 9 вересня | Відкритий чемпіонат США Нью-Йорк, США Великий шолом $16,102,000 – Хард – 128S/128Q/64D/32X Одиночний розряд – Парний розряд – Змішаний парний розряд | Андреа Главачкова Макс Мирний 7–6(7–5), 6–3          | Абігейл Спірс Сантьяго Гонсалес            | Лі На Флавія Пеннетта             | Карла Суарес Наварро Катерина Макарова Роберта Вінчі Даніела Гантухова |

### Вересень
| Тиждень    | Турнір | Чемпіонки                                    | Фіналістки                          | Півфіналістки                         | Чвертьфіналістки                                                       |
| ---------- | --- | -------------------------------------------- | ----------------------------------- | ------------------------------------- | ---------------------------------------------------------------------- |
| 9 вересня  | Tashkent Open Ташкент, Узбекистан WTA International $235,000 – Хард – 32S/32Q/16D Одиночний розряд – Парний розряд                    | Бояна Йовановські 4–6, 7–5, 7–6(7–3)         | Ольга Говорцова                     | Марія Тереса Торро Флор Менді Мінелла | Галина Воскобоєва Івонн Мойсбургер Александра Каданцу Настасья Барнетт |
| 9 вересня  | Tashkent Open Ташкент, Узбекистан WTA International $235,000 – Хард – 32S/32Q/16D Одиночний розряд – Парний розряд                    | Тімеа Бабош Ярослава Шведова 6–3, 6–3        | Ольга Говорцова Менді Мінелла       | Марія Тереса Торро Флор Менді Мінелла | Галина Воскобоєва Івонн Мойсбургер Александра Каданцу Настасья Барнетт |
| 9 вересня  | Bell Challenge Квебек, Канада WTA International $235,000 – Килим (i) – 32S/32Q/16D Одиночний розряд – Парний розряд                   | Луціє Шафарова 6–4, 6–3                      | Марина Еракович                     | Крістіна Макгейл Ежені Бушар          | Полона Герцог Айла Томлянович Лорен Девіс Крістіна Младенович          |
| 9 вересня  | Bell Challenge Квебек, Канада WTA International $235,000 – Килим (i) – 32S/32Q/16D Одиночний розряд – Парний розряд                   | Алла Кудрявцева Анастасія Родіонова 6–4, 6–3 | Андреа Главачкова Луціє Градецька   | Крістіна Макгейл Ежені Бушар          | Полона Герцог Айла Томлянович Лорен Девіс Крістіна Младенович          |
| 16 вересня | KDB Korea Open Сеул, Південна Корея WTA International $500,000 – Хард – 32S/32Q/16D Одиночний розряд – Парний розряд                  | Агнешка Радванська 6–7(6–8), 6–3, 6–4        | Анастасія Павлюченкова              | Лара Арруабаррена Франческа Ск'явоне  | Віра Душевіна Чан Су Джон Ірина-Камелія Бегу Кіміко Дате               |
| 16 вересня | KDB Korea Open Сеул, Південна Корея WTA International $500,000 – Хард – 32S/32Q/16D Одиночний розряд – Парний розряд                  | Чжань Цзіньвей Сюй Їфань 7–5, 6–3            | Ракель Копс-Джонс Абігейл Спірс     | Лара Арруабаррена Франческа Ск'явоне  | Віра Душевіна Чан Су Джон Ірина-Камелія Бегу Кіміко Дате               |
| 16 вересня | Guangzhou International Women's Open Гуанчжоу, Китай WTA International $500,000 – Хард – 32S/32Q/16D Одиночний розряд – Парний розряд | Чжан Шуай 7–6(7–1), 6–1                      | Ваня Кінґ                           | Чжен Цзє Івонн Мойсбургер             | Моніка Пуїг Лора Робсон Джоанна Конта Алізе Корне                      |
| 16 вересня | Guangzhou International Women's Open Гуанчжоу, Китай WTA International $500,000 – Хард – 32S/32Q/16D Одиночний розряд – Парний розряд | Сє Шувей Пен Шуай 6–3, 4–6, [12–10]          | Ваня Кінґ Галина Воскобоєва         | Чжен Цзє Івонн Мойсбургер             | Моніка Пуїг Лора Робсон Джоанна Конта Алізе Корне                      |
| 23 вересня | Toray Pan Pacific Open Токіо, Японія WTA Premier 5 $2,369,000 – Хард – 56S/32Q/16D Одиночний розряд – Парний розряд                   | Петра Квітова 6–2, 0–6, 6–3                  | Анджелік Кербер                     | Вінус Вільямс Каролін Возняцкі        | Ежені Бушар Світлана Кузнецова Луціє Шафарова Агнешка Радванська       |
| 23 вересня | Toray Pan Pacific Open Токіо, Японія WTA Premier 5 $2,369,000 – Хард – 56S/32Q/16D Одиночний розряд – Парний розряд                   | Кара Блек Саня Мірза 4–6, 6–0, [11–9]        | Чжань Хаоцін Лізель Губер           | Вінус Вільямс Каролін Возняцкі        | Ежені Бушар Світлана Кузнецова Луціє Шафарова Агнешка Радванська       |
| 30 вересня | China Open Пекін, Китай WTA Premier Mandatory $5,185,625 – Хард – 60S/32Q/28D Одиночний розряд – Парний розряд                        | Серена Вільямс 6–2, 6–2                      | Єлена Янкович                       | Агнешка Радванська Петра Квітова      | Каролін Возняцкі Анджелік Кербер Лі На Луціє Шафарова                  |
| 30 вересня | China Open Пекін, Китай WTA Premier Mandatory $5,185,625 – Хард – 60S/32Q/28D Одиночний розряд – Парний розряд                        | Кара Блек Саня Мірза 6–2, 6–2                | Віра Душевіна Аранча Парра Сантонха | Агнешка Радванська Петра Квітова      | Каролін Возняцкі Анджелік Кербер Лі На Луціє Шафарова                  |

### Жовтень
| Тиждень   | Турнір | Чемпіонки                                          | Фіналістки                           | Півфіналістки                             | Чвертьфіналістки                                                                                             |
| --------- | --- | -------------------------------------------------- | ------------------------------------ | ----------------------------------------- | --- |
| 7 жовтня  | Generali Ladies Linz Лінц, Австрія WTA International $235,000 – Хард (п) – 32S/32Q/16D Одиночний розряд – Парний розряд                     | Анджелік Кербер 6–4, 7–6(8–6)                      | Ана Іванович                         | Штефані Феґеле Карла Суарес Наварро       | Слоун Стівенс Домініка Цібулкова Кірстен Фліпкенс Патріція Майр-Ахлайтнер                                    |
| 7 жовтня  | Generali Ladies Linz Лінц, Австрія WTA International $235,000 – Хард (п) – 32S/32Q/16D Одиночний розряд – Парний розряд                     | Кароліна Плішкова Крістина Плішкова 7–6(8–6), 6–4  | Габріела Дабровскі Аліція Росольська | Штефані Феґеле Карла Суарес Наварро       | Слоун Стівенс Домініка Цібулкова Кірстен Фліпкенс Патріція Майр-Ахлайтнер                                    |
| 7 жовтня  | HP Open Осака, Японія WTA International $235,000 – Хард – 32S/32Q/16D Одиночний розряд – Парний розряд                                      | Саманта Стосур 3–6, 7–5, 6–2                       | Ежені Бушар                          | Медісон Кіз Курумі Нара                   | Чжен Цзє Місакі Дой Барбора Заглавова-Стрицова Полона Герцог                                                 |
| 7 жовтня  | HP Open Осака, Японія WTA International $235,000 – Хард – 32S/32Q/16D Одиночний розряд – Парний розряд                                      | Крістіна Младенович Флавія Пеннетта 6–4, 6–3       | Саманта Стосур Чжан Шуай             | Медісон Кіз Курумі Нара                   | Чжен Цзє Місакі Дой Барбора Заглавова-Стрицова Полона Герцог                                                 |
| 14 жовтня | Кубок Кремля Москва, Росія WTA Premier $795,000 – Хард (п) – 28S/32Q/16D Одиночний розряд – Парний розряд                                   | Симона Халеп 7–6(7–1), 6–2                         | Саманта Стосур                       | Анастасія Павлюченкова Світлана Кузнецова | Даніела Гантухова Аліса Клейбанова Ана Іванович Роберта Вінчі                                                |
| 14 жовтня | Кубок Кремля Москва, Росія WTA Premier $795,000 – Хард (п) – 28S/32Q/16D Одиночний розряд – Парний розряд                                   | Світлана Кузнецова Саманта Стосур 6–1, 1–6, [10–8] | Алла Кудрявцева Анастасія Родіонова  | Анастасія Павлюченкова Світлана Кузнецова | Даніела Гантухова Аліса Клейбанова Ана Іванович Роберта Вінчі                                                |
| 14 жовтня | BGL BNP Paribas Luxembourg Open Люксембург, Люксембург WTA International $235,000 – Хард (п) – 32S/32Q/16D Одиночний розряд – Парний розряд | Каролін Возняцкі 6–2, 6–2                          | Анніка Бек                           | Сабіне Лісіцкі Штефані Феґеле             | Бояна Йовановські Карін Кнапп Катажина Пітер Слоун Стівенс                                                   |
| 14 жовтня | BGL BNP Paribas Luxembourg Open Люксембург, Люксембург WTA International $235,000 – Хард (п) – 32S/32Q/16D Одиночний розряд – Парний розряд | Штефані Фогт Яніна Вікмаєр 7–6(7–2), 6–4           | Крістіна Барруа Лаура Торп           | Сабіне Лісіцкі Штефані Феґеле             | Бояна Йовановські Карін Кнапп Катажина Пітер Слоун Стівенс                                                   |
| 21 жовтня | WTA Championships Стамбул, Туреччина Чемпіонат закінчення року $6,000,000 – Хард (п) – 8S (RR)/4D Одиночний розряд – Парний розряд          | Серена Вільямс 2–6, 6–3, 6–0                       | Лі На                                | Єлена Янкович Петра Квітова               | Круговий турнір losers Агнешка Радванська Анджелік Кербер Вікторія Азаренко Сара Еррані                      |
| 21 жовтня | WTA Championships Стамбул, Туреччина Чемпіонат закінчення року $6,000,000 – Хард (п) – 8S (RR)/4D Одиночний розряд – Парний розряд          | Сє Шувей Пен Шуай 6–4, 7–5                         | Катерина Макарова Олена Весніна      | Єлена Янкович Петра Квітова               | Круговий турнір losers Агнешка Радванська Анджелік Кербер Вікторія Азаренко Сара Еррані                      |
| 28 жовтня | Турнір чемпіонок WTA Софія, Болгарія Чемпіонат закінчення року $750,000 – Хард (п) – 8S Одиночний розряд                                    | Симона Халеп 2–6, 6–2, 6–2                         | Саманта Стосур                       | Ана Іванович Анастасія Павлюченкова       | Круговий турнір losers Еліна Світоліна Алізе Корне Олена Весніна Цветана Піронкова Марія Кириленко (знялась) |
| 28 жовтня | Fed Cup by BNP Paribas Final Cagliari, Італія - ґрунт                                                                                       | Італія · 4–0                                       | Росія                                |                                           | |

## Статистична інформація
Ці таблиці показують кількість виграних турнірів кожною окремою гравчинею та представницями різних країн. Враховані одиночні (S), парні (D) та змішані (X) титули на турнірах усіх рівнів: Великий шолом, чемпіонати закінчення сезону (Чемпіонат Туру WTA і Турнір Чемпіонок), Турніри WTA Premier (Premier Mandatory, Premier 5 і звичайні Premier), а також Турніри WTA International. Гравчинь і країни розподілено за такими показниками:
1. Загальна кількість титулів (титул в парному розряді, виграний двома тенісистками, які представляють одну й ту саму країну, зараховано як лише один виграш для країни);
2. Сумарна цінність усіх виграних титулів (одна перемога на турнірі Великого шолома, дорівнює двом перемогам на турнірі Premier Mandatory/Premier 5, одна перемога на чемпіонаті закінчення сезону дорівнює півтора перемогам на Premier Mandatory/Premier 5, одна перемога на Mandatory/Premier 5 дорівнює двом перемогам на звичайних Premier, одна перемога на Premier дорівнює двом перемогам на International);
3. Ієрархія розрядів: одиночний > парний > змішаний;
4. Алфавітний порядок (для гравчинь за прізвищем).

### Легенда
| Турніри Великого шолома      |
| Чемпіонати закінчення сезону |
| WTA Premier Mandatory        |
| WTA Premier 5                |
| WTA Premier                  |
| WTA International            |

### Титули окремих гравчинь
| Загалом | Гравчиня                      | S | D | X | S | D | S | D | S | D | S | D | S | D | S  | D | X |
| ------- | ----------------------------- | - | - | - | - | - | - | - | - | - | - | - | - | - | -- | - | - |
| 11      | Серена Вільямс (USA)          | ● |   |   | ● |   | ● |   | ● |   | ● |   | ● |   | 11 | 0 | 0 |
| 6       | Симона Халеп (ROU)            |   |   |   | ● |   |   |   |   |   | ● |   | ● |   | 6  | 0 | 0 |
| 6       | Крістіна Младенович (FRA)     |   |   | ● |   |   |   |   |   |   |   | ● |   | ● | 0  | 5 | 1 |
| 5       | Пен Шуай (CHN)                |   | ● |   |   | ● |   |   |   | ● |   |   |   | ● | 0  | 5 | 0 |
| 5       | Сє Шувей (TPE)                |   | ● |   |   | ● |   |   |   | ● |   |   |   | ● | 0  | 5 | 0 |
| 5       | Роберта Вінчі (ITA)           |   | ● |   |   |   |   |   |   | ● |   | ● | ● |   | 2  | 3 | 0 |
| 5       | Саня Мірза (IND)              |   |   |   |   |   |   | ● |   | ● |   | ● |   |   | 0  | 5 | 0 |
| 4       | Олена Весніна (RUS)           |   | ● |   |   |   |   | ● |   |   | ● |   | ● |   | 2  | 2 | 0 |
| 4       | Сара Еррані (ITA)             |   | ● |   |   |   |   |   |   | ● |   | ● | ● |   | 1  | 3 | 0 |
| 4       | Катарина Среботнік (SLO)      |   |   |   |   |   |   | ● |   | ● |   | ● |   |   | 0  | 4 | 0 |
| 4       | Тімеа Бабош (HUN)             |   |   |   |   |   |   |   |   |   |   |   |   | ● | 0  | 4 | 0 |
| 3       | Вікторія Азаренко (BLR)       | ● |   |   |   |   |   |   | ● |   |   |   |   |   | 3  | 0 | 0 |
| 3       | Андреа Главачкова (CZE)       |   | ● | ● |   |   |   |   |   |   |   |   |   | ● | 0  | 2 | 1 |
| 3       | Луціє Градецька (CZE)         |   | ● | ● |   |   |   |   |   |   |   |   |   | ● | 0  | 2 | 1 |
| 3       | Кара Блек (ZIM)               |   |   |   |   |   |   | ● |   | ● |   |   |   | ● | 0  | 3 | 0 |
| 3       | Надія Петрова (RUS)           |   |   |   |   |   |   | ● |   |   |   | ● |   |   | 0  | 3 | 0 |
| 3       | Луціє Шафарова (CZE)          |   |   |   |   |   |   | ● |   |   |   | ● | ● |   | 1  | 2 | 0 |
| 3       | Анастасія Павлюченкова (RUS)  |   |   |   |   |   |   | ● |   |   |   |   | ● |   | 2  | 1 | 0 |
| 3       | Саманта Стосур (AUS)          |   |   |   |   |   |   |   |   |   | ● | ● | ● |   | 2  | 1 | 0 |
| 3       | Агнешка Радванська (POL)      |   |   |   |   |   |   |   |   |   | ● |   | ● |   | 3  | 0 | 0 |
| 3       | Кіміко Дате (JPN)             |   |   |   |   |   |   |   |   |   |   |   |   | ● | 0  | 3 | 0 |
| 3       | Анабель Медіна Гаррігес (ESP) |   |   |   |   |   |   |   |   |   |   |   |   | ● | 0  | 3 | 0 |
| 2       | Катерина Макарова (RUS)       |   | ● |   |   |   |   | ● |   |   |   |   |   |   | 0  | 2 | 0 |
| 2       | Марія Шарапова (RUS)          |   |   |   |   |   | ● |   |   |   | ● |   |   |   | 2  | 0 | 0 |
| 2       | Петра Квітова (CZE)           |   |   |   |   |   |   |   | ● |   | ● |   |   |   | 2  | 0 | 0 |
| 2       | Єлена Янкович (SRB)           |   |   |   |   |   |   |   |   | ● |   |   | ● |   | 1  | 1 | 0 |
| 2       | Мона Бартель (GER)            |   |   |   |   |   |   |   |   |   | ● | ● |   |   | 1  | 1 | 0 |
| 2       | Ракель Копс-Джонс (USA)       |   |   |   |   |   |   |   |   |   |   | ● |   |   | 0  | 2 | 0 |
| 2       | Бетані Маттек-Сендс (USA)     |   |   |   |   |   |   |   |   |   |   | ● |   |   | 0  | 2 | 0 |
| 2       | Абігейл Спірс (USA)           |   |   |   |   |   |   |   |   |   |   | ● |   |   | 0  | 2 | 0 |
| 2       | Кароліна Плішкова (CZE)       |   |   |   |   |   |   |   |   |   |   |   | ● | ● | 1  | 1 | 0 |
| 2       | Аояма Сюко (JPN)              |   |   |   |   |   |   |   |   |   |   |   |   | ● | 0  | 2 | 0 |
| 2       | Чжань Хаоцін (TPE)            |   |   |   |   |   |   |   |   |   |   |   |   | ● | 0  | 2 | 0 |
| 2       | Кейсі Деллаква (AUS)          |   |   |   |   |   |   |   |   |   |   |   |   | ● | 0  | 2 | 0 |
| 2       | Лурдес Домінгес Ліно (ESP)    |   |   |   |   |   |   |   |   |   |   |   |   | ● | 0  | 2 | 0 |
| 2       | Менді Мінелла (LUX)           |   |   |   |   |   |   |   |   |   |   |   |   | ● | 0  | 2 | 0 |
| 2       | Анастасія Родіонова (AUS)     |   |   |   |   |   |   |   |   |   |   |   |   | ● | 0  | 2 | 0 |
| 2       | Ярослава Шведова (KAZ)        |   |   |   |   |   |   |   |   |   |   |   |   | ● | 0  | 2 | 0 |
| 1       | Маріон Бартолі (FRA)          | ● |   |   |   |   |   |   |   |   |   |   |   |   | 1  | 0 | 0 |
| 1       | Ярміла Ґайдошова (AUS)        |   |   | ● |   |   |   |   |   |   |   |   |   |   | 0  | 0 | 1 |
| 1       | Домініка Цібулкова (SVK)      |   |   |   |   |   |   |   |   |   | ● |   |   |   | 1  | 0 | 0 |
| 1       | Кая Канепі (EST)              |   |   |   |   |   |   |   |   |   | ● |   |   |   | 1  | 0 | 0 |
| 1       | Анна-Лена Гренефельд (GER)    |   |   |   |   |   |   |   |   |   |   | ● |   |   | 0  | 1 | 0 |
| 1       | Чжен Цзє (CHN)                |   |   |   |   |   |   |   |   |   |   | ● |   |   | 0  | 1 | 0 |
| 1       | Світлана Кузнецова (RUS)      |   |   |   |   |   |   |   |   |   |   | ● |   |   | 0  | 1 | 0 |
| 1       | Сабіне Лісіцкі (GER)          |   |   |   |   |   |   |   |   |   |   | ● |   |   | 0  | 1 | 0 |
| 1       | Квета Пешке (CZE)             |   |   |   |   |   |   |   |   |   |   | ● |   |   | 0  | 1 | 0 |
| 1       | Алізе Корне (FRA)             |   |   |   |   |   |   |   |   |   |   |   | ● |   | 1  | 0 | 0 |
| 1       | Марина Еракович (NZL)         |   |   |   |   |   |   |   |   |   |   |   | ● |   | 1  | 0 | 0 |
| 1       | Даніела Гантухова (SVK)       |   |   |   |   |   |   |   |   |   |   |   | ● |   | 1  | 0 | 0 |
| 1       | Бояна Йовановські (SRB)       |   |   |   |   |   |   |   |   |   |   |   | ● |   | 1  | 0 | 0 |
| 1       | Анджелік Кербер (GER)         |   |   |   |   |   |   |   |   |   |   |   | ● |   | 1  | 0 | 0 |
| 1       | Марія Кириленко (RUS)         |   |   |   |   |   |   |   |   |   |   |   | ● |   | 1  | 0 | 0 |
| 1       | Івонн Мойсбургер (AUT)        |   |   |   |   |   |   |   |   |   |   |   | ● |   | 1  | 0 | 0 |
| 1       | Лі На (tennis) (CHN)          |   |   |   |   |   |   |   |   |   |   |   | ● |   | 1  | 0 | 0 |
| 1       | Моніка Нікулеску (ROU)        |   |   |   |   |   |   |   |   |   |   |   | ● |   | 1  | 0 | 0 |
| 1       | Магдалена Рибарикова (SVK)    |   |   |   |   |   |   |   |   |   |   |   | ● |   | 1  | 0 | 0 |
| 1       | Франческа Ск'явоне (ITA)      |   |   |   |   |   |   |   |   |   |   |   | ● |   | 1  | 0 | 0 |
| 1       | Еліна Світоліна (UKR)         |   |   |   |   |   |   |   |   |   |   |   | ● |   | 1  | 0 | 0 |
| 1       | Каролін Возняцкі (DEN)        |   |   |   |   |   |   |   |   |   |   |   | ● |   | 1  | 0 | 0 |
| 1       | Чжан Шуай (CHN)               |   |   |   |   |   |   |   |   |   |   |   | ● |   | 1  | 0 | 0 |
| 1       | Лара Арруабаррена (ESP)       |   |   |   |   |   |   |   |   |   |   |   |   | ● | 0  | 1 | 0 |
| 1       | Ешлі Барті (AUS)              |   |   |   |   |   |   |   |   |   |   |   |   | ● | 0  | 1 | 0 |
| 1       | Ірина-Камелія Бегу (ROU)      |   |   |   |   |   |   |   |   |   |   |   |   | ● | 0  | 1 | 0 |
| 1       | Ірина Бурячок (UKR)           |   |   |   |   |   |   |   |   |   |   |   |   | ● | 0  | 1 | 0 |
| 1       | Chan Chin-Wei (TPE)           |   |   |   |   |   |   |   |   |   |   |   |   | ● | 0  | 1 | 0 |
| 1       | Чжань Юнжань (TPE)            |   |   |   |   |   |   |   |   |   |   |   |   | ● | 0  | 1 | 0 |
| 1       | Chang Kai-Chen (TPE)          |   |   |   |   |   |   |   |   |   |   |   |   | ● | 0  | 1 | 0 |
| 1       | Віра Душевіна (RUS)           |   |   |   |   |   |   |   |   |   |   |   |   | ● | 0  | 1 | 0 |
| 1       | Оксана Калашникова (GEO)      |   |   |   |   |   |   |   |   |   |   |   |   | ● | 0  | 1 | 0 |
| 1       | Сандра Клеменшиц (AUT)        |   |   |   |   |   |   |   |   |   |   |   |   | ● | 0  | 1 | 0 |
| 1       | Андрея Клепач (SLO)           |   |   |   |   |   |   |   |   |   |   |   |   | ● | 0  | 1 | 0 |
| 1       | Алла Кудрявцева (RUS)         |   |   |   |   |   |   |   |   |   |   |   |   | ● | 0  | 1 | 0 |
| 1       | Гарбінє Мугуруса (ESP)        |   |   |   |   |   |   |   |   |   |   |   |   | ● | 0  | 1 | 0 |
| 1       | Ралука Олару (ROU)            |   |   |   |   |   |   |   |   |   |   |   |   | ● | 0  | 1 | 0 |
| 1       | Аранча Парра Сантонха (ESP)   |   |   |   |   |   |   |   |   |   |   |   |   | ● | 0  | 1 | 0 |
| 1       | Флавія Пеннетта (ITA)         |   |   |   |   |   |   |   |   |   |   |   |   | ● | 0  | 1 | 0 |
| 1       | Катажина Пітер (POL)          |   |   |   |   |   |   |   |   |   |   |   |   | ● | 0  | 1 | 0 |
| 1       | Крістина Плішкова (CZE)       |   |   |   |   |   |   |   |   |   |   |   |   | ● | 0  | 1 | 0 |
| 1       | Шанелль Схеперс (RSA)         |   |   |   |   |   |   |   |   |   |   |   |   | ● | 0  | 1 | 0 |
| 1       | Валерія Соловйова (RUS)       |   |   |   |   |   |   |   |   |   |   |   |   | ● | 0  | 1 | 0 |
| 1       | Марія Тереса Торро Флор (ESP) |   |   |   |   |   |   |   |   |   |   |   |   | ● | 0  | 1 | 0 |
| 1       | Штефані Фогт (LIE)            |   |   |   |   |   |   |   |   |   |   |   |   | ● | 0  | 1 | 0 |
| 1       | Галина Воскобоєва (KAZ)       |   |   |   |   |   |   |   |   |   |   |   |   | ● | 0  | 1 | 0 |
| 1       | Яніна Вікмаєр (BEL)           |   |   |   |   |   |   |   |   |   |   |   |   | ● | 0  | 1 | 0 |
| 1       | Сюй Їфань (CHN)               |   |   |   |   |   |   |   |   |   |   |   |   | ● | 0  | 1 | 0 |
| 1       | Клара Закопалова (CZE)        |   |   |   |   |   |   |   |   |   |   |   |   | ● | 0  | 1 | 0 |

### Титули за країнами
| Загалом | Країна        | S | D | X | S | D | S | D | S | D | S | D | S | D | S  | D  | X |
| ------- | ------------- | - | - | - | - | - | - | - | - | - | - | - | - | - | -- | -- | - |
| 17      | Росія         |   | 1 |   |   |   | 1 | 3 |   |   | 2 | 3 | 4 | 3 | 7  | 10 | 0 |
| 15      | США           | 2 |   |   | 1 |   | 3 |   | 2 |   | 2 | 4 | 1 |   | 11 | 4  | 0 |
| 13      | Чехія         |   | 1 | 2 |   |   |   | 1 | 1 |   | 1 | 2 | 2 | 3 | 4  | 7  | 2 |
| 10      | Румунія       |   |   |   | 1 |   |   |   |   |   | 2 |   | 5 | 2 | 8  | 2  | 0 |
| 9       | КНР           |   | 1 |   |   | 1 |   |   |   | 2 |   | 1 | 2 | 2 | 2  | 7  | 0 |
| 9       | Тайвань       |   | 1 |   |   | 1 |   |   |   | 2 |   |   |   | 5 | 0  | 9  | 0 |
| 8       | Франція       | 1 |   | 1 |   |   |   |   |   |   |   | 1 | 1 | 4 | 2  | 5  | 1 |
| 8       | Італія        |   | 1 |   |   |   |   |   |   | 1 |   | 1 | 4 | 1 | 4  | 4  | 0 |
| 8       | Австралія     |   |   | 1 |   |   |   |   |   |   | 1 | 1 | 1 | 4 | 2  | 5  | 1 |
| 6       | Іспанія       |   |   |   |   |   |   |   |   |   |   |   |   | 6 | 0  | 6  | 0 |
| 5       | Індія         |   |   |   |   |   |   | 1 |   | 1 |   | 3 |   |   | 0  | 5  | 0 |
| 5       | Словенія      |   |   |   |   |   |   | 1 |   | 1 |   | 2 |   | 1 | 0  | 5  | 0 |
| 5       | Японія        |   |   |   |   |   |   |   |   |   |   |   |   | 5 | 0  | 5  | 0 |
| 4       | Німеччина     |   |   |   |   |   |   |   |   |   | 1 | 2 | 1 |   | 2  | 2  | 0 |
| 4       | Польща        |   |   |   |   |   |   |   |   |   | 1 |   | 2 | 1 | 3  | 1  | 0 |
| 4       | Угорщина      |   |   |   |   |   |   |   |   |   |   |   |   | 4 | 0  | 4  | 0 |
| 3       | Зімбабве      |   |   |   |   |   |   | 1 |   | 1 |   |   |   | 1 | 0  | 3  | 0 |
| 3       | Білорусь      | 1 |   |   |   |   |   |   | 2 |   |   |   |   |   | 3  | 0  | 0 |
| 3       | Сербія        |   |   |   |   |   |   |   |   | 1 |   |   | 2 |   | 2  | 1  | 0 |
| 3       | Словаччина    |   |   |   |   |   |   |   |   |   | 1 |   | 2 |   | 3  | 0  | 0 |
| 3       | Казахстан     |   |   |   |   |   |   |   |   |   |   |   |   | 3 | 0  | 3  | 0 |
| 2       | Австрія       |   |   |   |   |   |   |   |   |   |   |   | 1 | 1 | 1  | 1  | 0 |
| 2       | Україна       |   |   |   |   |   |   |   |   |   |   |   | 1 | 1 | 1  | 1  | 0 |
| 2       | Люксембург    |   |   |   |   |   |   |   |   |   |   |   |   | 2 | 0  | 2  | 0 |
| 1       | Естонія       |   |   |   |   |   |   |   |   |   | 1 |   |   |   | 1  | 0  | 0 |
| 1       | Нова Зеландія |   |   |   |   |   |   |   |   |   |   |   | 1 |   | 1  | 0  | 0 |
| 1       | Данія         |   |   |   |   |   |   |   |   |   |   |   | 1 |   | 1  | 0  | 0 |
| 1       | Бельгія       |   |   |   |   |   |   |   |   |   |   |   |   | 1 | 0  | 1  | 0 |
| 1       | Грузія        |   |   |   |   |   |   |   |   |   |   |   |   | 1 | 0  | 1  | 0 |
| 1       | Ліхтенштейн   |   |   |   |   |   |   |   |   |   |   |   |   | 1 | 0  | 1  | 0 |
| 1       | ПАР           |   |   |   |   |   |   |   |   |   |   |   |   | 1 | 0  | 1  | 0 |

### Інформація про титули
Наведені нижче гравчині виграли свій перший титул рівня Туру WTA в одиночному, парному або змішаному розряді:
Одиночний розряд
- Марина Еракович – Мемфіс (сітка)
- Симона Халеп – Нюрнберг (сітка)
- Івонн Мойсбургер – Бад-Гастайн (сітка)
- Моніка Нікулеску – Флоріанополіс (сітка)
- Еліна Світоліна – Баку (сітка)
- Кароліна Плішкова – Куала-Лумпур (сітка)
- Олена Весніна – Гобарт (сітка)
- Чжан Шуай - Гуанчжоу (сітка)

Парний розряд
- Лара Арруабаррена – Катовиці (сітка)
- Мона Бартель – Штутгарт (сітка)
- Ешлі Барті – Бірмінгем (сітка)
- Чжань Цзіньвей – Сеул (сітка)
- Кейсі Деллаква – Паттайя (сітка)
- Чжань Хаоцін – Шеньчжень (сітка)
- Оксана Калашникова – Баку (сітка)
- Сандра Клеменшиц – Бад-Гастайн (сітка)
- Андрея Клепач – Бад-Гастайн (сітка)
- Менді Мінелла – Богота (сітка)
- Гарбінє Мугуруса – Гобарт (сітка)
- Катажина Пітер – Palermo (сітка)
- Кароліна Плішкова – Лінц (сітка)
- Крістина Плішкова – Лінц (сітка)
- Марія Тереса Торро Флор – Гобарт (сітка)
- Штефані Фогт – Luxembourg (сітка)
- Яніна Вікмаєр – Luxembourg (сітка)
- Сюй Їфань – Сеул (сітка)

Mixed doubles
- Ярміла Ґайдошова — Відкритий чемпіонат Австралії (сітка)
- Андреа Главачкова — Відкритий чемпіонат США (сітка)
- Луціє Градецька — Відкритий чемпіонат Франції (сітка)
- Крістіна Младенович — Вімблдон (сітка)

Наведені нижче гравчині захистили свій торішній титул в одиночному, парному або змішаному розряді:
Одиночний розряд
- Вікторія Азаренко – Відкритий чемпіонат Австралії (сітка), Доха (сітка)
- Сара Еррані – Акапулько (сітка)
- Магдалена Рибарикова – Вашингтон (сітка)
- Марія Шарапова – Штутгарт (сітка)
- Серена Вільямс – Чарлстон (сітка), Мадрид (сітка), Відкритий чемпіонат США (сітка), Чемпіонат Туру WTA 2013 (сітка)

Парний розряд
- Аояма Сюко – Вашингтон (сітка)
- Ірина Бурячок – Баку (сітка)
- Чжан Кайчжень – Куала-Лумпур (сітка)
- Ракель Копс-Джонс – Carlsbad (сітка)
- Надія Петрова – Маямі (сітка)
- Луціє Шафарова – Чарлстон (сітка)
- Абігейл Спірс – Carlsbad (сітка)
- Катарина Среботнік – Сідней (сітка)

## Рейтинг
Рейтинг гонки до Чемпіонату WTA визначає гравчинь, які візьмуть участь у Чемпіонаті Туру WTA в жовтні. Рейтинг WTA враховує результати на турнірах за сотанні 52 тижні.

### Одиночний розряд
Нижче наведено по двадцять перших гравчинь у рейтингу WTA наприкінці сезону, а також рейтингу гонки до Чемпіонату WTA в одиночному розряді. Гравчині зобов'язані враховувати результати турнірів Великого шолома, турнірів Premier Mandatory і Чемпіонату WTA. Для 20-ти перших тенісисток їхні найкращі результати на турнірах Premier 5 також враховуються. Золоте тло позначає тенісисток, які кваліфікувались на Чемпіонат Туру WTA. Блакитне тло позначає гравчинь, які кваліфікувались на Чемпіонат Туру WTA як заміни.
| Гонка в одиночному розряді (станом на 21 жовтня 2013) | Гонка в одиночному розряді (станом на 21 жовтня 2013) | Гонка в одиночному розряді (станом на 21 жовтня 2013) | Гонка в одиночному розряді (станом на 21 жовтня 2013) |
| Рейтинг                                               | Гравчиня                                              | Очки                                                  | Турнірів                                              |
| ----------------------------------------------------- | ----------------------------------------------------- | ----------------------------------------------------- | ----------------------------------------------------- |
| 1                                                     | Серена Вільямс (USA)                                  | 12,040                                                | 16(14)                                                |
| 2                                                     | Вікторія Азаренко (BLR)                               | 7,676                                                 | 15(13)                                                |
| 3                                                     | Марія Шарапова (RUS)                                  | 5,891                                                 | 13(11)                                                |
| 4                                                     | Агнешка Радванська (POL)                              | 5,890                                                 | 20                                                    |
| 5                                                     | Лі На (CHN)                                           | 5,120                                                 | 17(14)                                                |
| 6                                                     | Петра Квітова (CZE)                                   | 4,370                                                 | 22                                                    |
| 7                                                     | Сара Еррані (ITA)                                     | 4,190                                                 | 21                                                    |
| 8                                                     | Єлена Янкович (SRB)                                   | 3,860                                                 | 19                                                    |
| 9                                                     | Анджелік Кербер (GER)                                 | 3,715                                                 | 21                                                    |
| 10                                                    | Каролін Возняцкі (DEN)                                | 3,300                                                 | 22                                                    |
| 11                                                    | Слоун Стівенс (USA)                                   | 3,185                                                 | 20                                                    |
| 12                                                    | Маріон Бартолі (FRA)                                  | 3,173                                                 | 17(16)                                                |
| 13                                                    | Роберта Вінчі (ITA)                                   | 3,170                                                 | 24                                                    |
| 14                                                    | Сабіне Лісіцкі (GER)                                  | 2,830                                                 | 18                                                    |
| 15                                                    | Симона Халеп (ROU)                                    | 2,685                                                 | 22                                                    |
| 16                                                    | Карла Суарес Наварро (ESP)                            | 2,665                                                 | 24                                                    |
| 17                                                    | Марія Кириленко (RUS)                                 | 2,640                                                 | 17                                                    |
| 18                                                    | Ана Іванович (SRB)                                    | 2,476                                                 | 19                                                    |
| 19                                                    | Кірстен Фліпкенс (BEL)                                | 2,455                                                 | 21(20)                                                |
| 20                                                    | Сорана Кирстя (ROU)                                   | 2,170                                                 | 25                                                    |

| 1  | Серена Вільямс (USA)       | 13,260 | 17 | 3  | 1  | 3  | ▲ 2  |
| 2  | Вікторія Азаренко (BLR)    | 8,046  | 16 | 1  | 1  | 3  | ▼ 1  |
| 3  | Лі На (CHN)                | 6,045  | 18 | 7  | 3  | 6  | ▲ 4  |
| 4  | Марія Шарапова (RUS)       | 5,891  | 15 | 2  | 2  | 4  | ▼ 2  |
| 5  | Агнешка Радванська (POL)   | 5,875  | 21 | 4  | 4  | 5  | ▼ 1  |
| 6  | Петра Квітова (CZE)        | 4,775  | 23 | 8  | 6  | 11 | ▲ 2  |
| 7  | Сара Еррані (ITA)          | 4,435  | 22 | 6  | 5  | 8  | ▼ 1  |
| 8  | Єлена Янкович (SRB)        | 4,170  | 20 | 22 | 8  | 26 | ▲ 14 |
| 9  | Анджелік Кербер (GER)      | 3,965  | 23 | 5  | 5  | 10 | ▼ 4  |
| 10 | Каролін Возняцкі (DEN)     | 3,520  | 23 | 10 | 8  | 11 | ▬ =  |
| 11 | Симона Халеп (ROU)         | 3,335  | 24 | 47 | 11 | 65 | ▲ 36 |
| 12 | Слоун Стівенс (USA)        | 3,185  | 22 | 38 | 11 | 38 | ▲ 26 |
| 13 | Маріон Бартолі (FRA)       | 3,172  | 18 | 11 | 7  | 15 | ▼ 2  |
| 14 | Роберта Вінчі (ITA)        | 3,170  | 25 | 16 | 11 | 17 | ▲ 2  |
| 15 | Сабіне Лісіцкі (GER)       | 2,920  | 20 | 37 | 14 | 52 | ▲ 22 |
| 16 | Ана Іванович (SRB)         | 2,850  | 22 | 13 | 12 | 17 | ▼ 3  |
| 17 | Карла Суарес Наварро (ESP) | 2,735  | 26 | 34 | 14 | 34 | ▲ 17 |
| 18 | Саманта Стосур (AUS)       | 2,675  | 24 | 9  | 9  | 20 | ▼ 9  |
| 19 | Марія Кириленко (RUS)      | 2,640  | 19 | 14 | 10 | 20 | ▼ 5  |
| 20 | Кірстен Фліпкенс (BEL)     | 2,495  | 23 | 54 | 13 | 54 | ▲ 34 |

#### 1-й номер рейтингу
| Утримувач               | Коли здобула     | Коли позбулася   |
| ----------------------- | ---------------- | ---------------- |
| Вікторія Азаренко (BLR) | Кінець 2012 року | 17 лютого 2013   |
| Серена Вільямс (USA)    | 18 лютого 2013   | Кінець 2013 року |

### Парний розряд
Нижче наведено десять перших пар гонки до чемпіонату WTA і двадцять перших гравчинь у парному розряді наприкінці сезону 2013. Золоте тло позначає пари, що кваліфікувались на Чемпіонат Туру WTA.
| Гонка до Чемпіонату WTA (Парний ) | Гонка до Чемпіонату WTA (Парний )                 | Гонка до Чемпіонату WTA (Парний ) | Гонка до Чемпіонату WTA (Парний ) |
| Рейтинг                           | Пара                                              | Очки                              | Турнірів                          |
| --------------------------------- | ------------------------------------------------- | --------------------------------- | --------------------------------- |
| 1                                 | Сара Еррані (ITA) Роберта Вінчі (ITA)             | 7,415                             | 14                                |
| 2                                 | Пен Шуай (CHN) Сє Шувей (TPE)                     | 6,245                             | 13                                |
| 3                                 | Надія Петрова (RUS) Катарина Среботнік (SLO)      | 6,155                             | 10                                |
| 4                                 | Катерина Макарова (RUS) Олена Весніна (RUS)       | 5,971                             | 14                                |
| 5                                 | Ешлі Барті (AUS) Кейсі Деллаква (AUS)             | 4,621                             | 6                                 |
| 6                                 | Андреа Главачкова (CZE) Луціє Градецька (CZE)     | 4,408                             | 12                                |
| 7                                 | Анна-Лена Гренефельд (GER) Квета Пешке (CZE)      | 4,390                             | 19                                |
| 8                                 | Луціє Шафарова (CZE) Анастасія Павлюченкова (RUS) | 3,050                             | 14                                |
| 9                                 | Ракель Копс-Джонс (USA) Абігейл Спірс (USA)       | 2,990                             | 26                                |
| 10                                | Анастасія Родіонова (AUS) Алла Кудрявцева (RUS)   | 2,285                             | 12                                |

| WTA Doubles Year-End Rankings | WTA Doubles Year-End Rankings | WTA Doubles Year-End Rankings | WTA Doubles Year-End Rankings | WTA Doubles Year-End Rankings |
| №                             | Гравчиня                      | Очки                          | Зміна                         |                               |
| ----------------------------- | ----------------------------- | ----------------------------- | ----------------------------- | ----------------------------- |
| 1                             | Сара Еррані (ITA)             | 8,080                         | +1                            |                               |
| 1                             | Роберта Вінчі (ITA)           | 8,080                         | =                             |                               |
| 3                             | Сє Шувей (TPE)                | 7,815                         | +22                           |                               |
| 4                             | Пен Шуай (CHN)                | 7,815                         | +52                           |                               |
| 5                             | Олена Весніна (RUS)           | 7,220                         | +4                            |                               |
| 6                             | Катарина Среботнік (SLO)      | 7,145                         | +10                           |                               |
| 7                             | Катерина Макарова (RUS)       | 7,021                         | +4                            |                               |
| 8                             | Надія Петрова (RUS)           | 6,565                         | -3                            |                               |
| 9                             | Саня Мірза (IND)              | 5,565                         | +3                            |                               |
| 10                            | Кейсі Деллаква (AUS)          | 5,456                         | +57                           |                               |
| 11                            | Андреа Главачкова (CZE)       | 5,330                         | -8                            |                               |
| 12                            | Ешлі Барті (AUS)              | 5,095                         | +160                          |                               |
| 13                            | Кара Блек (ZIM)               | 4,740                         | +611                          |                               |
| 14                            | Луціє Градецька (CZE)         | 4,730                         | -10                           |                               |
| 15                            | Анна-Лена Гренефельд (GER)    | 4,390                         | +3                            |                               |
| 16                            | Квета Пешке (CZE)             | 4,390                         | +1                            |                               |
| 17                            | Чжен Цзє (CHN)                | 3,680                         | +2                            |                               |
| 18                            | Луціє Шафарова (CZE)          | 3,620                         | +41                           |                               |
| 19                            | Крістіна Младенович (FRA)     | 3,430                         | +9                            |                               |
| 20                            | Єлена Янкович (SRB)           | 3,300                         | +284                          |                               |

#### 1-й номер рейтингу
| Утримувач                             | Коли здобула     | Коли позбулася                       |
| ------------------------------------- | ---------------- | ------------------------------------ |
| Роберта Вінчі (ITA)                   | Кінець 2012 року | Утримувала впродовж усього 2013 року |
| Роберта Вінчі (ITA) Сара Еррані (ITA) | 29 квітня 2013   | Кінець 2013 року                     |

## Лідерки за призовими
| #                                                           | Гравчиня                                            | Одиночний розряд | Парний розряд | Змішаний розряд | Bonus Pool | Year-to-date |
| ----------------------------------------------------------- | --------------------------------------------------- | ---------------- | ------------- | --------------- | ---------- | ------------ |
| 1                                                           | Серена Вільямс (USA)                                | $11,995,654      | $89,918       | $0              | $300,000   | $12,385,572  |
| 2                                                           | Азаренко Вікторія Федорівна Вікторія Азаренко (BLR) | $6,097,165       | $0            | $0              | $400,000   | $6,497,165   |
| 3                                                           | Лі На (CHN)                                         | $3,982,485       | $0            | $0              | $0         | $3,982,485   |
| 4                                                           | Шарапова Марія Юріївна Марія Шарапова (RUS)         | $3,544,222       | $0            | $0              | $0         | $3,544,222   |
| 6                                                           | Агнешка Радванська (POL)                            | $2,593,332       | $0            | $0              | $525,000   | $3,118,332   |
| 7                                                           | Сара Еррані (ITA)                                   | $1,958,890       | $665,102      | $0              | $450,000   | $3,073,992   |
| 5                                                           | Маріон Бартолі (FRA)                                | $2,889,097       | $0            | $1,035          | $0         | $2,890,132   |
| 8                                                           | Петра Квітова (CZE)                                 | $2,531,403       | $22,071       | $0              | $300,000   | $2,853,474   |
| 9                                                           | Ангелік Кербер (GER)                                | $1,660,150       | $29,208       | $0              | $450,000   | $2,139,358   |
| 10                                                          | Єлена Янкович (SRB)                                 | $1,831,399       | $194,491      | $4,459          | $0         | $2,030,349   |
| призові гроші наведено в US$ станом на 28 жовтня 2013 [ 9 ] |                                                     |                  |               |                 |            |              |

## Лідери за статистикою
станом на 4 листопада 2013
| Ейси | Ейси                | Ейси | Ейси   |
|      | Гравчиня            | Ейси | Матчів |
| ---- | ------------------- | ---- | ------ |
| 1    | Серена Вільямс      | 480  | 80     |
| 2    | Сабіне Лісіцкі      | 297  | 52     |
| 3    | Петра Квітова       | 250  | 70     |
| 4    | Медісон Кіз         | 225  | 41     |
| 5    | Ана Іванович        | 222  | 61     |
| 6    | Крістіна Младенович | 207  | 46     |
| 7    | Роберта Вінчі       | 204  | 69     |
| 8    | Кірстен Фліпкенс    | 203  | 55     |
| 9    | Кароліна Плішкова   | 191  | 27     |
| 10   | Юлія Гергес         | 186  | 40     |

| Виграно геймів на своїй подачі | Виграно геймів на своїй подачі | Виграно геймів на своїй подачі | Виграно геймів на своїй подачі |
|                                | Гравчиня                       | %                              | Матчів                         |
| ------------------------------ | ------------------------------ | ------------------------------ | ------------------------------ |
| 1                              | Серена Вільямс                 | 84.1                           | 80                             |
| 2                              | Марія Шарапова                 | 78.5                           | 44                             |
| 3                              | Чжан Шуай                      | 75.1                           | 25                             |
| 4                              | Медісон Кіз                    | 74.2                           | 41                             |
| 5                              | Сабіне Лісіцкі                 | 73.7                           | 52                             |
| 6                              | Саманта Стосур                 | 73.0                           | 61                             |
| 7                              | Агнешка Радванська             | 72.6                           | 77                             |
| 8                              | Кароліна Плішкова              | 72.3                           | 27                             |
| 9                              | Марія Кириленко                | 71.8                           | 52                             |
| 10                             | Кая Канепі                     | 71.7                           | 31                             |

| Відіграно брейк-пойнтів | Відіграно брейк-пойнтів | Відіграно брейк-пойнтів | Відіграно брейк-пойнтів |
|                         | Гравчиня                | %                       | Матчів                  |
| ----------------------- | ----------------------- | ----------------------- | ----------------------- |
| 1                       | Серена Вільямс          | 64.8                    | 80                      |
| 2                       | Марія Шарапова          | 62.8                    | 44                      |
| 3                       | Кая Канепі              | 62.1                    | 31                      |
| 4                       | Петра Квітова           | 61.4                    | 70                      |
| 5                       | Медісон Кіз             | 60.6                    | 41                      |
| 6                       | Кароліна Плішкова       | 60.5                    | 27                      |
| 7                       | Лі На                   | 60.0                    | 58                      |
| 8                       | Саманта Стосур          | 59.7                    | 61                      |
| 9                       | Андреа Петкович         | 59.2                    | 32                      |
| 10                      | Петра Мартич            | 59.1                    | 22                      |

| Відсоток перших подач | Відсоток перших подач | Відсоток перших подач | Відсоток перших подач |
|                       | Гравчиня              | %                     | Матчів                |
| --------------------- | --------------------- | --------------------- | --------------------- |
| 1                     | Сара Еррані           | 82.8                  | 67                    |
| 2                     | Моніка Нікулеску      | 75.9                  | 43                    |
| 3                     | Чжен Цзє              | 70.7                  | 36                    |
| 4                     | Кіміко Дате           | 69.6                  | 28                    |
| 5                     | Каролін Возняцкі      | 69.4                  | 61                    |
| 6                     | Анніка Бек            | 69.4                  | 44                    |
| 7                     | Івонн Мойсбургер      | 69.1                  | 27                    |
| 8                     | Карла Суарес Наварро  | 68.6                  | 67                    |
| 9                     | Симона Халеп          | 67.7                  | 67                    |
| 10                    | Софія Арвідссон       | 67.3                  | 24                    |

| Виграно очок на своїй першій подачі | Виграно очок на своїй першій подачі | Виграно очок на своїй першій подачі | Виграно очок на своїй першій подачі |
|                                     | Гравчиня                            | %                                   | Матчів                              |
| ----------------------------------- | ----------------------------------- | ----------------------------------- | ----------------------------------- |
| 1                                   | Серена Вільямс                      | 74.7                                | 80                                  |
| 2                                   | Кароліна Плішкова                   | 71.9                                | 29                                  |
| 3                                   | Марія Шарапова                      | 71.5                                | 44                                  |
| 4                                   | Марина Еракович                     | 70.9                                | 36                                  |
| 5                                   | Сабіне Лісіцкі                      | 70.7                                | 52                                  |
| 6                                   | Медісон Кіз                         | 69.4                                | 41                                  |
| 7                                   | Кая Канепі                          | 69.2                                | 31                                  |
| 8                                   | Лора Робсон                         | 68.9                                | 40                                  |
| 9                                   | Крістіна Младенович                 | 68.4                                | 46                                  |
| 10                                  | Бетані Маттек-Сендс                 | 67.9                                | 31                                  |

| Виграно очок на другій подачі | Виграно очок на другій подачі | Виграно очок на другій подачі | Виграно очок на другій подачі |
|                               | Гравчиня                      | %                             | Матчів                        |
| ----------------------------- | ----------------------------- | ----------------------------- | ----------------------------- |
| 1                             | Чжан Шуай                     | 52.5                          | 25                            |
| 2                             | Серена Вільямс                | 51.2                          | 80                            |
| 3                             | Донна Векич                   | 50.7                          | 24                            |
| 4                             | Агнешка Радванська            | 49.9                          | 75                            |
| 5                             | Моніка Пуїг                   | 49.7                          | 28                            |
| 6                             | Марія Кириленко               | 49.7                          | 52                            |
| 7                             | Каролін Возняцкі              | 48.6                          | 61                            |
| 8                             | Анджелік Кербер               | 48.6                          | 66                            |
| 9                             | Бетані Маттек-Сендс           | 47.7                          | 31                            |
| 10                            | Місакі Дой                    | 47.5                          | 30                            |

| Виграно очок на чужій першій подачі | Виграно очок на чужій першій подачі | Виграно очок на чужій першій подачі | Виграно очок на чужій першій подачі |
|                                     | Гравчиня                            | %                                   | Матчів                              |
| ----------------------------------- | ----------------------------------- | ----------------------------------- | ----------------------------------- |
| 1                                   | Івонн Мойсбургер                    | 46.1                                | 27                                  |
| 2                                   | Серена Вільямс                      | 44.7                                | 80                                  |
| 3                                   | Симона Халеп                        | 43.8                                | 67                                  |
| 4                                   | Шахар Пеєр                          | 43.7                                | 30                                  |
| 5                                   | Вікторія Азаренко                   | 43.3                                | 52                                  |
| 6                                   | Чжан Шуай                           | 43.0                                | 25                                  |
| 7                                   | Моніка Нікулеску                    | 42.8                                | 43                                  |
| 8                                   | Лі На                               | 42.3                                | 58                                  |
| 9                                   | Сара Еррані                         | 42.2                                | 67                                  |
| 10                                  | Марія Шарапова                      | 42.1                                | 44                                  |

| Реалізовано брейк-пойнтів | Реалізовано брейк-пойнтів | Реалізовано брейк-пойнтів | Реалізовано брейк-пойнтів |
|                           | Гравчиня                  | %                         | Матчів                    |
| ------------------------- | ------------------------- | ------------------------- | ------------------------- |
| 1                         | Чжан Шуай                 | 56.1                      | 25                        |
| 2                         | Симона Халеп              | 55.4                      | 67                        |
| 3                         | Серена Вільямс            | 54.1                      | 80                        |
| 4                         | Лі На                     | 53.0                      | 58                        |
| 5                         | Леся Цуренко              | 52.2                      | 30                        |
| 6                         | Кіміко Дате               | 51.7                      | 28                        |
| 7                         | Уршуля Радванська         | 51.4                      | 44                        |
| 8                         | Моніка Нікулеску          | 51.4                      | 43                        |
| 9                         | Андреа Петкович           | 50.8                      | 32                        |
| 10                        | Лара Арруабаррена         | 50.6                      | 24                        |

| Виграно геймів на чужій подачі | Виграно геймів на чужій подачі | Виграно геймів на чужій подачі | Виграно геймів на чужій подачі |
|                                | Гравчиня                       | %                              | Матчів                         |
| ------------------------------ | ------------------------------ | ------------------------------ | ------------------------------ |
| 1                              | Вікторія Азаренко              | 54.8                           | 51                             |
| 2                              | Серена Вільямс                 | 53.9                           | 70                             |
| 3                              | Симона Халеп                   | 50.8                           | 67                             |
| 4                              | Сара Еррані                    | 50.4                           | 67                             |
| 5                              | Івонн Мойсбургер               | 50.2                           | 27                             |
| 6                              | Чжан Шуай                      | 49.3                           | 25                             |
| 7                              | Лі На                          | 47.1                           | 58                             |
| 8                              | Клара Закопалова               | 46.2                           | 52                             |
| 9                              | Марія Шарапова                 | 46.1                           | 44                             |
| 10                             | Моніка Нікулеску               | 45.2                           | 43                             |

## Розподіл очок
| Категорія                      | П    | Ф    | ПФ                                           | ЧФ                                           | R16                                          | R32                                          | R64                                          | R128                                         | Q                                            | Q3                                           | Q2                                           | Q1                                           |
| Великий шолом (S)              | 2000 | 1400 | 900                                          | 500                                          | 280                                          | 160                                          | 100                                          | 5                                            | 60                                           | 50                                           | 40                                           | 2                                            |
| Великий шолом (D)              | 2000 | 1400 | 900                                          | 500                                          | 280                                          | 160                                          | 5                                            | –                                            | 48                                           | –                                            | –                                            | –                                            |
| WTA Championships (S)          | +450 | +360 | (230 за кожну перемогу, 70 за кожну поразку) | (230 за кожну перемогу, 70 за кожну поразку) | (230 за кожну перемогу, 70 за кожну поразку) | (230 за кожну перемогу, 70 за кожну поразку) | (230 за кожну перемогу, 70 за кожну поразку) | (230 за кожну перемогу, 70 за кожну поразку) | (230 за кожну перемогу, 70 за кожну поразку) | (230 за кожну перемогу, 70 за кожну поразку) | (230 за кожну перемогу, 70 за кожну поразку) | (230 за кожну перемогу, 70 за кожну поразку) |
| WTA Championships (D)          | 1500 | 1050 | 690                                          |                                              |                                              |                                              |                                              |                                              |                                              |                                              |                                              |                                              |
| WTA Premier Mandatory (96S)    | 1000 | 700  | 450                                          | 250                                          | 140                                          | 80                                           | 50                                           | 5                                            | 30                                           | –                                            | 20                                           | 1                                            |
| WTA Premier Mandatory (64S)    | 1000 | 700  | 450                                          | 250                                          | 140                                          | 80                                           | 5                                            | –                                            | 30                                           | –                                            | 20                                           | 1                                            |
| WTA Premier Mandatory (28/32D) | 1000 | 700  | 450                                          | 250                                          | 140                                          | 5                                            | –                                            | –                                            | –                                            | –                                            | –                                            | –                                            |
| WTA Premier 5 (56S)            | 900  | 620  | 395                                          | 225                                          | 125                                          | 70                                           | 1                                            | –                                            | 30                                           | –                                            | 20                                           | 1                                            |
| WTA Premier 5 (28D)            | 900  | 620  | 395                                          | 225                                          | 125                                          | 1                                            | –                                            | –                                            | –                                            | –                                            | –                                            | –                                            |
| WTA Premier (56S)              | 470  | 320  | 200                                          | 120                                          | 60                                           | 40                                           | 1                                            | –                                            | 12                                           | –                                            | 8                                            | 1                                            |
| WTA Premier (32S)              | 470  | 320  | 200                                          | 120                                          | 60                                           | 1                                            | –                                            | –                                            | 20                                           | 12                                           | 8                                            | 1                                            |
| WTA Premier (16D)              | 470  | 320  | 200                                          | 120                                          | 1                                            | –                                            | –                                            | –                                            | –                                            | –                                            | –                                            | –                                            |
| Турнір чемпіонок WTA (8)       | +195 | +75  | (60 за кожну перемогу, 25 за кожну поразку)  | (60 за кожну перемогу, 25 за кожну поразку)  | (60 за кожну перемогу, 25 за кожну поразку)  | (60 за кожну перемогу, 25 за кожну поразку)  | (60 за кожну перемогу, 25 за кожну поразку)  | (60 за кожну перемогу, 25 за кожну поразку)  | (60 за кожну перемогу, 25 за кожну поразку)  | (60 за кожну перемогу, 25 за кожну поразку)  | (60 за кожну перемогу, 25 за кожну поразку)  | (60 за кожну перемогу, 25 за кожну поразку)  |
| WTA International (56S)        | 280  | 200  | 130                                          | 70                                           | 30                                           | 15                                           | 1                                            | –                                            | 10                                           | –                                            | 6                                            | 1                                            |
| WTA International (32S)        | 280  | 200  | 130                                          | 70                                           | 30                                           | 1                                            | –                                            | –                                            | 16                                           | 10                                           | 6                                            | 1                                            |
| WTA International (16D)        | 280  | 200  | 130                                          | 70                                           | 1                                            | –                                            | –                                            | –                                            | –                                            | –                                            | –                                            | –                                            |

## Завершили кар'єру
Нижче наведено список відомих гравчинь (переможниць головних титулів Туру, і/або тих, які перебували  в першій сотні рейтингу WTA в одиночному або парному розряді впродовж щонайменше тижня), які оголосили про завершення кар'єри, стали неактивними (після відсутності ігрової практики понад 52 тижні), або дискваліфіковані пожиттєво, впродовж сезону 2013:
| Список тих, хто завершив кар'єру |
| --- |
| - Балтача Олена Сергіївна (born 14 серпня 1983 in Київ, Українська Радянська Соціалістична Республіка, Soviet Union) turned professional in 1997, reaching a career high ranking of world #49 in September 2010. Throughout her career, Baltacha frequently ranked as the British #1, most recently in 2012, and competed at the Лондон Olympic games in 2012, where she reached the second round in singles and the first round in doubles with Енн Кеотавонг. Baltacha won no titles on the WTA Tour (singles or doubles) but won 11 singles and 4 doubles titles on the ITF tour, including two $100,000 tournaments in Midland, США і Nottingham, Велика Британія. Baltacha reached the third round of a Grand Slam tournament on three occasions, at the Australian Open in 2005 and 2010, and at Wimbledon in 2002. She also scored two wins over top ten players - Франческа Ск'явоне і Лі На, both in 2010. Baltacha announced her retirement in November 2013 after the completion of her 2013 season (she did subsequently die from cancer in May of the following year). - Маріон Бартолі (born 2 жовтня 1984 in Ле-Пюї-ан-Веле, Франція) turned professional in February 2000 and was a consistent presence in and around the top twenty for most of her career, peaking at world #7 in January 2012. Bartoli was a two time participant at the Year End Championships (in 2007 and 2011) and won eight WTA singles titles during her career, with her final title being her most prestigious, at Wimbledon in 2013, where she defeated Сабіне Лісіцкі to claim her only grand slam singles title. In addition, Bartoli reached the final of the Вімблдонський турнір 2007 where she lost to Вінус Вільямс, and also reached the quarter-finals or better at each of the other three majors. In addition to her singles success, Bartoli won three WTA doubles titles and reached a career high doubles ranking of #14 in 2004. Bartoli announced her retirement in August 2013 after losing to Симона Халеп in the Western & Southern Open 2013. She was ranked at a career-best matching world #7 at the time. Her retirement came just six weeks after she had claimed her Wimbledon title and was considered a big surprise as Bartoli had committed to several tournaments on the US Open Series swing and had previously shown no signs of wanting to leave the game. - Яюк Басукі (born 30 листопада 1970, in Джок'якарта, Індонезія), turned professional in 1990 career high ranking of 19 in singles and 9 in doubles. Her best singles performance at a Великий шолом event came at Wimbledon in 1997, where she reached the quarter-finals. Her best result in doubles competition at a Великий шолом event was in the 1993 US Open, where she and partner Міягі Нана reached the semifinals. In the mixed doubles, Basuki reached the quarterfinals at the Відкритий чемпіонат Франції з тенісу in 1995 with Кенні Торн as her partner. In 1997, she reached the same stage at Wimbledon, this time paired with Том Найссен. Her retirement in 2013 at the age of 42. - Северін Бельтрам (born 14 серпня 1979 in Монпельє, Франція), sometimes known as Северін Бремон, Бельтрам turned professional in 2002, reaching a career high singles ranking of number 34 in February 2007. Бельтрам won no titles on the WTA tour, but as a qualifier, reached the quarterfinals at Wimbledon in 2006, as well as the fourth round at the US Open in 2008. Бельтрам was also known as a member of the notorious "Generation 1979" along with other French players including Амелі Моресмо, Наталі Деші і Емілі Луа, and at the age of 33, was the last of the group to announce her retirement, playing her final match at the Відкритий чемпіонат Франції з тенісу 2013, where she lost in the qualifying rounds. - Анна Чакветадзе (born 5 березня 1987 in Москва, Росія) turned professional in 2003 and знялася in September 2013 after lengthy health and injury problems. Chakvetadze won eight titles on the WTA tour during her career, including the Tier I Кубок Кремля in 2006. Other career highlights include reaching the semifinals of the Відкритий чемпіонат США з тенісу 2007, which allowed to her achieve her career high ranking of world #5 immediately after the tournament. In addition, she reached the quarterfinals at the Відкритий чемпіонат Австралії з тенісу 2007 and the Відкритий чемпіонат Франції з тенісу 2007, results which helped her to qualify for the Чемпіонат Туру WTA 2007 in Madrid, where she кваліфікувалась for the semifinals, before losing to Марія Шарапова. Chakvetadze's results began to decline following 2007, after she was the victim of an armed robbery, though she remained a steady presence in the top 50. Chakvetadze fell out of the top 100 in 2011 after suffering numerous injuries and a recurring condition that saw her faint on court numerous times. She attempted a comeback throughout 2012 but was again set back by injuries, and eventually announced her retirement on September 11, 2013. - Джилл Крейбас (born 4 липня 1974 in Providence, США) turned professional in 1996. Enjoying a lengthy career, Craybas reached career high rankings of 39 in singles and 41 in doubles. Craybas competed at 45 consecutive grand slam main draws in singles between 2000 and 2011, with her best performance being at Wimbledon in 2005, where she upset Маріон Бартолі і Серена Вільямс to make the fourth round. Craybas won one singles title on the WTA Tour at the Відкритий чемпіонат Японії з тенісу in 2002, as well as winning five doubles titles. She announced her retirement after the US Open in 2013 at the age of 39. - Галина Фокіна (born January 17, 1984, in Москва, Росія), turned professional in 1999.reaching a career high singles ranking of number 168 in May 2002 and the doubles no. 79 ranking in April 2002. She знялася from professional tennis in 2013, aged 29. - Карлі Галліксон (born 26 листопада 1986 in Цинциннаті, США),turned professional in 2003.Her career-high WTA singles ranking is No. 123, which she reached on July 2009. Her career high doubles ranking is No. 52, set at April 2006. She won the 2009 U.S. Open mixed doubles event, partnering with Тревіс Перротт.She знялася from professional tennis in 2013, aged 27. - Енн Кеотавонг (born 16 вересня 1983 in Hackney, Велика Британія), turned pro in 2001, reaching her career high singles ranking of number 48 in February 2009, as well as a career high doubles rank of 94 in 2011. She is a winner of 20 ITF singles titles and 8 ITF doubles titles, she also reached one WTA doubles final in 2013. Her career best performance at a slam was the third round at the US Open in 2008. She was also a part of Пара GB during their home games at Лондон 2012. She also played in the Great Britain Fed Cup team from 2001 to 2013. She announced her retirement on July 24, 2013, aged 29. - Зузана Кучова (born 26 June 1982 in Братислава, SVK), turned pro in 2000. On June 2010, she reached her best singles ranking of world number 101. On December 2009, she peaked at world number 175 in the doubles rankings.Відкритий чемпіонат Франції з тенісу 2013. There, she caused a huge upset by defeating 24th seed Юлія Гергес in straight sets. у другому колі lost to Віржіні Раззано in three sets. His last professional tournament at Відкритий чемпіонат Франції з тенісу 2013. - Дар'я Кустова (born May 29, 1986, in Мінськ, Білорусь), turned pro in 2000. Her highest WTA singles ranking is 117, which she reached on January 2010. Her career high in doubles was 66, set in July 2008. She знялася from professional tennis in 2013, aged 27. - Нурія Льягостера Вівес (born 16 May 1980 in Майорка, Іспанія), turned pro in 1996, reaching her career high singles ranking of number 35 in June 2005, as well as a career high doubles rank of 5 in 2009. She won 2 WTA singles titles and 16 doubles titles. Her career best performance at a slam was in doubles, reaching for three times the semifinals at the French Open in 2010 and 2012 and at the US Open in 2012. She won also the wta doubles championships final, partneing with Марія Хосе Мартінес Санчес, у фіналі перемігши з рахунком Кара Блек і Лізель Губер. She also played in the Збірна Іспанії з тенісу в Кубку Федерації from 2005 to 2013, with 16 ties played. She announced her retirement on 20 листопада 2013, aged 33, due to a two-ban year suspension from tennis after testing positive for methamphetamine. - Софі Лефевр (born 23 лютого 1981 in Тулуза, Франція), turned pro in 1998. On September 2003, she reached her highest WTA singles ranking of 216. Her highest doubles ranking was 76 reached on February 2011.She знялася from professional tennis in 2013, aged 32. - Тетяна Лужанська (born September 4, 1984, in Київ, Україна),turned pro in 2006. Her highest WTA singles ranking is 131, which she reached on September 2011. Her career high doubles ranking is 99, set at February 2007. She знялася from professional tennis in 2013, aged 29. - Ребекка Маріно (born 16 грудня 1990 in Торонто, Канада), joined the pro tour in 2008, reaching a career high singles ranking of number 38 in 2011. Marino made one WTA singles final (in Мемфіс) and won 5 ITF titles. Marino took an initial break from tennis in early 2012 citing personal reasons, returning late in the year. She announced her permanent retirement in February 2013, at the age of 22. - Каталін Мароші (born 12 листопада 1979 in Георгень, Румунія), turned professional in October 1995, reaching a career high singles ranking of number 101 in May 2000 and the doubles no. 38 ranking in February 2013. Marosi lost all three WTA doubles finals she reached, but won 15 singles titles and 31 doubles titles on the ITF tour. She decided to retire after competing the Тур WTA 2013. - Зузана Ондрашкова (born 3 May 1980 in Опава, Чехословаччина), turned professional in 1995, reaching a career high ranking of 74 in February 2004. Ondrášková won no titles on the WTA tour during her career, but won twenty titles on the ITF tour. Ondrášková progressed to the second round of Grand Slam events on four occasions and scored wins over several top players including Дінара Сафіна, Лі На і Маріон Бартолі. Ondrášková announced her retirement from tennis in early 2013, aged 33. - Марі-Ев Пеллетьє (born May 18, 1982, in Квебек (місто), Канада),turned pro in 1998.She reached a career high ranking of 106 in singles on June 2005 and a career high of 54 in doubles on April 2010.She знялася from professional tennis in 2013, aged 31. - Аша Ролле (born 21 березня 1985 in Miami Shores, Флорида, США), turned professional in 2004, reaching a career high singles ranking of number 82 in September 2007 and the doubles no. 111 ranking in October 2011. She entered the Відкритий чемпіонат США з тенісу 2007 as a wildcard entry. She defeated 17th seeded Татьяна Головін in the first round and Карін Кнапп у другому колі. She fell to Дінара Сафіна in the third round. Due to some injuries, she знялася from professional tennis in 2013, aged 28. - Анастасія Севастова (born 13 квітня 1990 in Лієпая, Латвія), turned professional in 2006, winning her first match on the WTA tour the following year. Sevastova reached a career high ranking of number 36 in January 2011, immediately following that years Відкритий чемпіонат Австралії, where she had achieved her best performance in a Grand Slam event, losing in the fourth round to world number one Каролін Возняцкі. Sevastova won one WTA Tour event in Ештуріл 2010, becoming the first Latvian woman to win a WTA singles title since 1993. Sevastova also scored two top 10 wins in her career, over Саманта Стосур і Єлена Янкович. She announced her retirement in May 2013 at the age of 23, having endured frequent injuries since 2011. - Мелані Саут (born 3 May 1986 in Кінгстон-апон-Темс, Велика Британія), turned professional in 2004. South reached a career high ranking of number 99 in February 2009 in singles and number 120 in March 2009 in doubles. South won no titles on the WTA tour during her career, but won six titles on the ITF tour. South progressed to the second round of Grand Slam events on one occasion and scored wins over several top players including Франческа Ск'явоне, Алісія Молік, Сібіль Баммер і Петра Квітова. South announced her retirement from tennis in December 2013, aged 27. - Агнеш Савай (born 29 грудня 1988 in Кішкунгалаш, Hungary), joined the pro tour in 2004, reaching a career high singles ranking of number 13 in 2008. Szávay won 5 singles titles on the WTA tour, including the Tier 2 China Open in 2007, and in the same year, made the quarterfinal of the US Open. She also experienced success in doubles, reaching a career high rank of number 22 in 2007, winning two titles, and making it to the semifinal of the Відкритий чемпіонат США з тенісу 2007 with partner Владіміра Угліржова. Despite being named the WTA Новачка року in 2007, injuries limited Szávay's play beyond 2011, and she was ultimately forced into an early retirement in February 2013 at the age of 24. - Романа Теджакусума (born 24 July 1976, in Джамбі (провінція), Індонезія), turned professional in 1990, reaching a career high singles ranking of number 82 in April 1994 and the doubles no. 114 ranking in February 1995. She знялася from professional tennis in 2013, aged 37. - Орелі Веді (born February 8, 1981, in France), turned professional in 1998,reaching a career high singles ranking of number 260. WTA doubles ranking is 85, set on May 2009.She знялася from professional tennis in 2013, aged 32. - Різа Заламеда (born February 10, 1986, in Лос-Анджелес, США), turned professional in 2002, reaching a career high singles ranking of number 534 липня 2006 and the doubles no 76 квітня 2010. She знялася from professional tennis in 2013, aged 27. |

## Відновили кар'єру
Нижче наведено тенісисток, які повернулися після припинення кар'єри, під час Туру WTA 2013:
- Мартіна Хінгіс (born September 30, 1980, in Кошиці, Чехословаччина), turned professional in 1994. She is a former world No. 1 in singles and doubles, is a 15-time Grand Slam champion (5 in singles, 9 in doubles and 1 in mixed) and holds 43 singles and 37 doubles titles. She returned to the doubles tour to play with Даніела Гантухова in 2013.

## Нагороди
Володарок нагороди WTA 2013 оголошено на останньому тижні листопада.
- Гравчиня року –  Серена Вільямс
- Пара року –  Сара Еррані &  Роберта Вінчі
- Найбільший прогрес –  Симона Халеп
- Comeback Гравчиня року –  Аліса Клейбанова
- Новачка року –  Ежені Бушар
- Diamond Aces –  Вікторія Азаренко
- Приз глядацьких симпатій в одиночному розряді –  Агнешка Радванська
- Приз глядацьких симпатій у парному розряді –  Катерина Макарова &  Олена Весніна
- Приз глядацьких симпатій у Твіттері –  Марія Шарапова ()
- Приз глядацьких симпатій у Фейсбуці –  Марія Шарапова ()
- Fan Favorite Video – 40 LOVE Story Episode 10 ()
- Fan Favorite WTA Live Show – Cincinnati ()
- Вигране очко року глядацьких симпатій –  Агнешка Радванська (Маямі QF) ()
- Fan Favorite Match Of The Year –  Марія Шарапова Vs  Вікторія Азаренко  (French Open SF) ()

## Нотатки
- a  After a flood in Hungary caused devastation in Budapest, the organizers decided to hold the tournament anyway, but cancelled the qualification draw (the first four top alternatives entering in the main draw automatically) and reducing the doubles draw from 16 teams to 8.